# Glosar de zoologie
Prezentul glosar de zoologie conține termeni din domeniul animalelor: denumiri de specii și fenomene biologice legate de acestea.
| Cuprins |
| Ab - Ac • Ad - Am • An - Ap • Ar - Az • Ba - Be • Bi - Bz • Ca - Ci • Cl - Cz • D • E • F • G • H • I • J • K • L • M • N • O • P • R • S • T • U • V • Z |
| Vezi și • Legături externe |

## A

### Ab - Ac

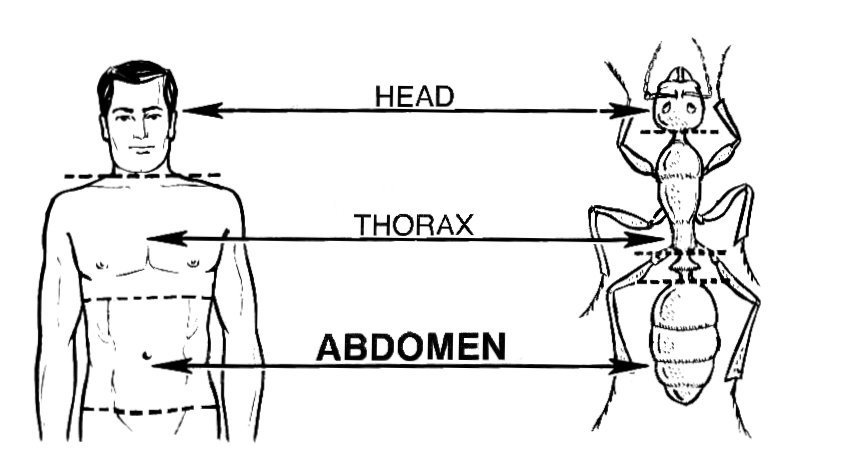
Poziționare abdomen la om și la furnică

- abdomen - ultimul segment al corpului artropodelor.
- aberație - modificare la unii indivizi, care prezintă o abatere de la tipul normal al speciei de care aparține.
- abisal, animal ~ - animal care trăiește în zona abisală (pești, crustacei, cefalopode, echinoderme etc.) și care este adaptat unor condiții speciale: întuneric complet, presiune ridicată.
- abranhial - (despre respirație) care nu se face prin branhii.
- abscizie - pierderea intenționată a unei părți a corpului, cum ar fi desprinderea unei gheare, a cojii sau a cozii (autotomie) pentru a evita un prădător.
- abumarkúb - pasăre înaltă (Balaeniceps rex), asemănătoare cu struțul, cu gâtul scurt și gros, cu capul mare și cioc enorm, din preajma Nilului.
- ac - organ în formă de ac sau de ghimpe, care este situat în partea terminală a abdomenului la arahnide și la insectele himenoptere sau care acoperă pielea unor animale, folosit ca armă de apărare sau de atac.
- acalefe - clasă de celenterate cuprinzînd meduzele de talie mare, exemplu Aurelia aurita din Marea Neagră; sinonim: scifozoare.

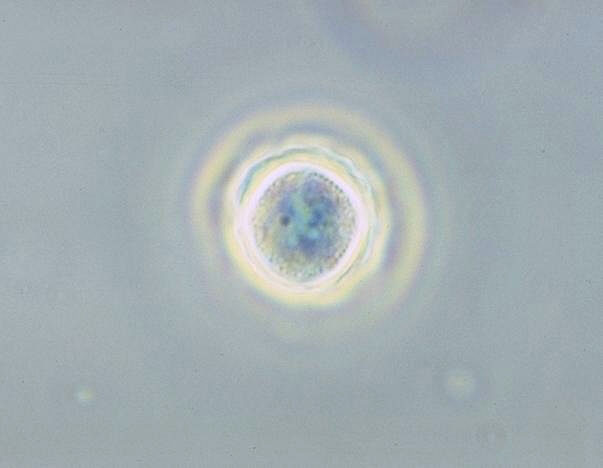
Acanthamoeba polyphaga

- Acanthamoeba - gen de amoebe care se găsesc frecvent în sol și în apa contaminată; poate cauza infecție corneeană în cazul utilizării nesterilizate a lentilelor de contact.
- acantocefali - clasă de viermi paraziți care trăiesc în intestinele diverselor vertebrate.
- acantofag - (despre animale) care se hrănește cu spini.
- acantopterigieni - ordin de pești osoși (Acanthopterygii) cu înotătoarea dorsală spinoasă, cuprinzînd un mare număr de specii.
- acarieni - artropode din clasa arahnidelor, multe din ele dăunătoare agriculturii, altele paraziți ai omului; exemplu căpușele.
- acarinate - (sinonim: ratite) păsări cărora le lipsește carena de pe linia mediană a sternului, exemple: struțul, cazuarul, emu, kiwi.
- acarofil - care crește în simbioză cu acarienii; sinonim: acarofitic.
- acarofitic - vezi acarofil.
- acarologie - disciplină care se ocupă cu studiul diferitelor specii de acarieni.

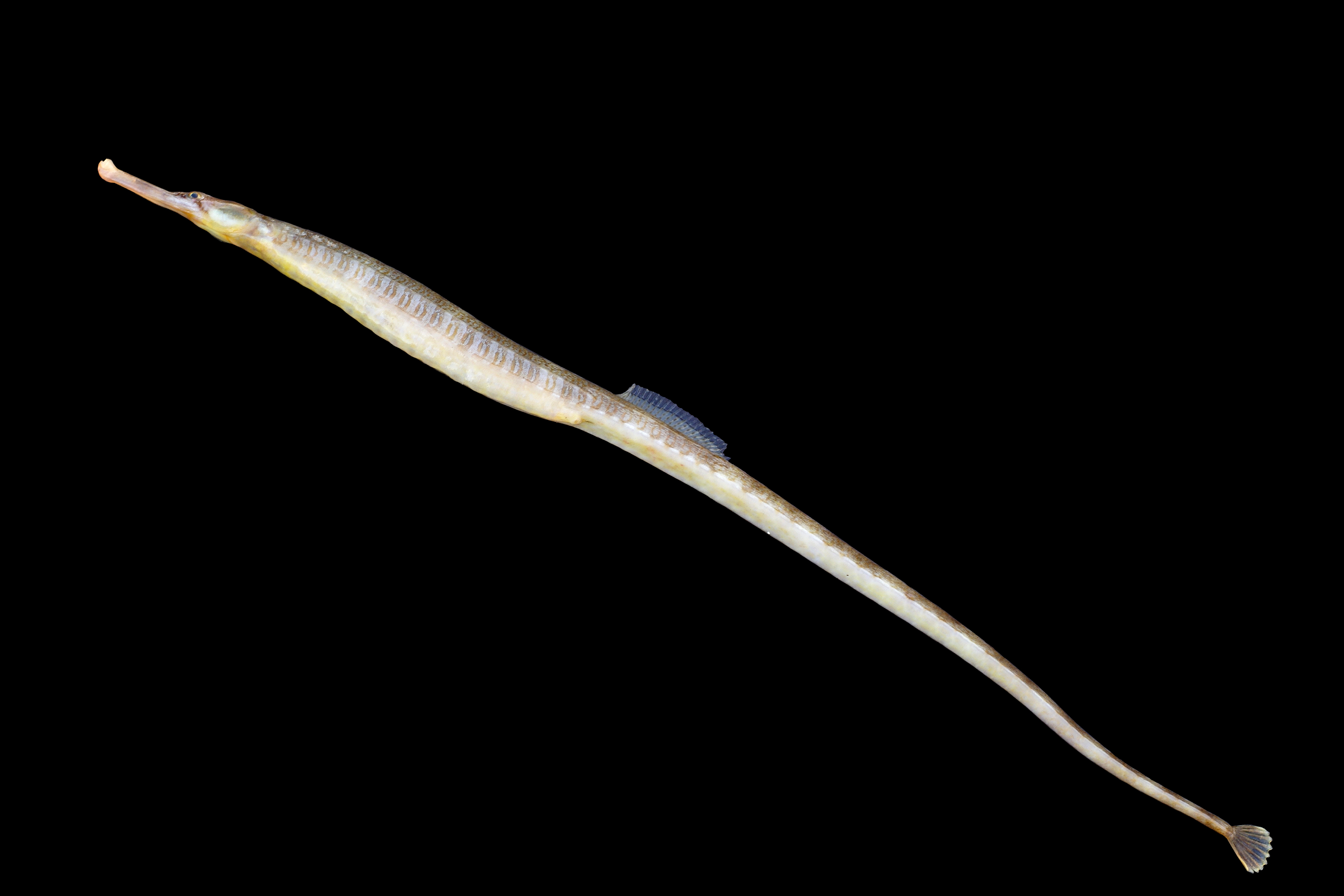
Ac de mare

- ac de mare - (Syngnathus rubescens) pește marin din familia singnatidelor, cu corpul lung și subțire, acoperit cu plăci osoase.
- acefalie - lipsă a capului, însușire prezentă în special la animalele inferioare.
- acefalochist - chist plin cu lichid, reprezentând unul din stadiile de dezvoltare sterilă a viermilor lați.
- acelomate - grup de animale lipsite de celom.
- acetábul - excavație a unei cochilii în care stă fixat animalul.
- acetabulifere - moluște cefalopode prevăzute cu cupule sau ventuze prehensile.
- acicul - fir de păr de pe parapodele viermilor policheți, de forma unui ghimpe, în jurul căruia se găsesc alți peri mici.
- acidotrof - (despre animale) care consumă hrană cu caracter acid.
- acipenseride - (sinonim: sturioni) familie de pești cu scheletul în cea mai mare parte cartialginos; exemple: morunul, nisetrul, păstruga, cega.
- acomodare - procesul prin care un animal se adaptează la un nou mediu sau situație și își ajustează comportamentul în consecință; vezi și adaptare.
- acraniate - subîncrengătură de animale cordate primitive, fără cap diferențiat și cu organele de simț aproape nedezvoltate; altă denumire cefalocordate.
- acridide - familie de insecte ortoptere, cuprinzând lăcustele.
- acrodont - (despre reptile) cu dinții sudați pe marginea superioară a maxilarelor.
- acropodiu - partea terminală a membrelor la vertebrate; regiunea digitală.

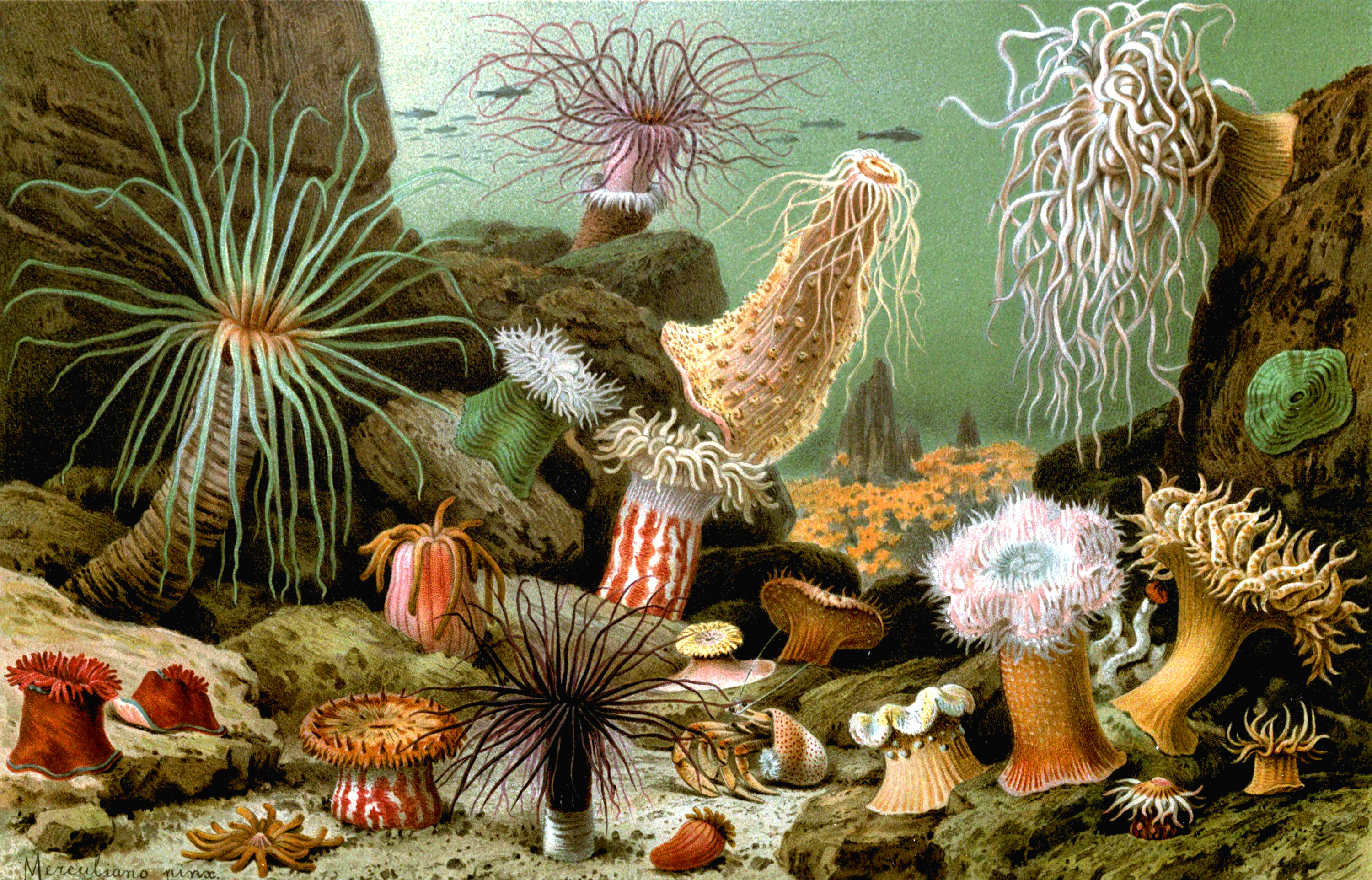
Diferite actinii

- actinie - hexacoralier cu aspect de floare, care trăiește în mări și oceane (sinonime: dedițel-de-mare, anemonă-de-mare).
- actinopterigii - subclasă de pești fosili, apărută în mezozoic, din care face parte majoritatea peștilor actuali.
- actinozoare - clasă de celenterate marine cu simetrie radială (Actinozoa).
- actograf - aparat pentru măsurarea automată a activității ritmice comportamentale a animalelor.
- actogramă - diagramă obținută la actograf.
- aculeat -(despre organe) prevăzut cu țepi; (despre insecte) care are ac.
- aculeate - subordin de insecte din ordinul himenopterelor (Aculeata), prevăzute cu organ de atac sub formă de ac, de exemplu albina, viespea.

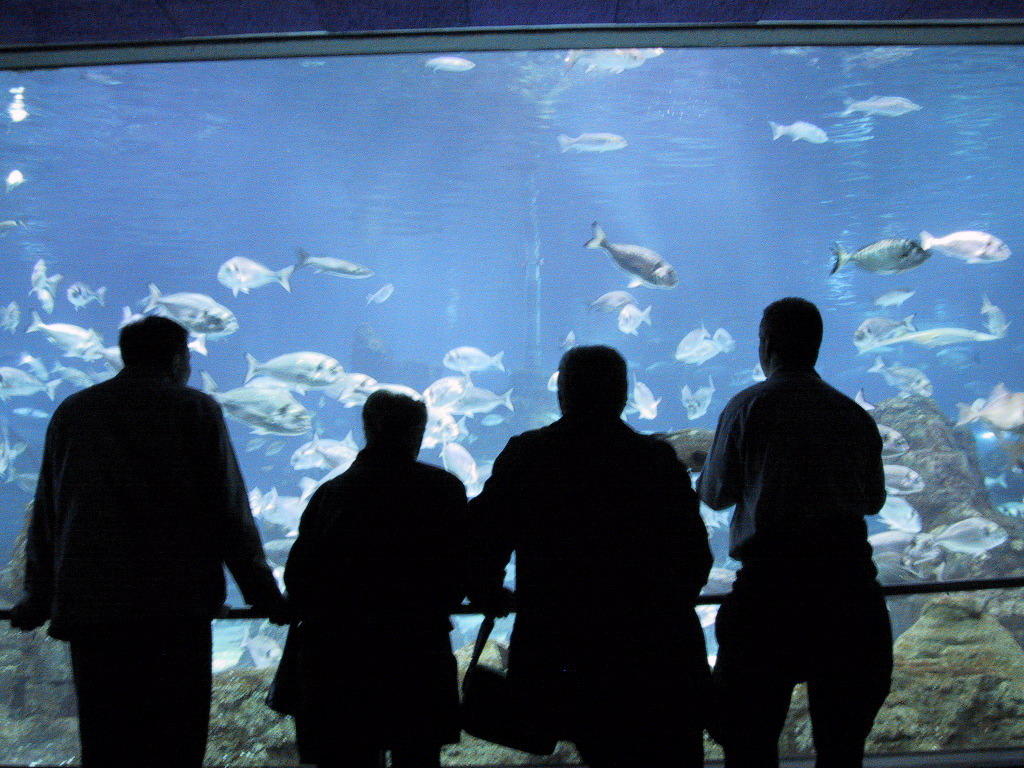
Marele acvariu din Barcelona

- acvariu - vas de sticlă în care se țin animale și plante acvatice vii, în condiții asemănătoare cu cele naturale.
- acvaterariu - combinație între un acvariu și un terariu, în care se cresc amfibieni pentru studiu, constând într-o cutie cu trei pereți de sticlă și unul din plasă de sârmă, în care se introduce un vas cu apă.
- acvatic:

- mediu ~ - apa ca mediu de viață;
- organism ~ - organism care populează mediul acvatic.
- acvile - gen de păsări răpitoare de zi, de dimensiuni mari și cu ciocul curbat, având ca tip principal acvila (Aquila); sinonim: pajură.
- acvilide - familie de păsări răpitoare, având ca tip principal acvila.

### Ad - Am

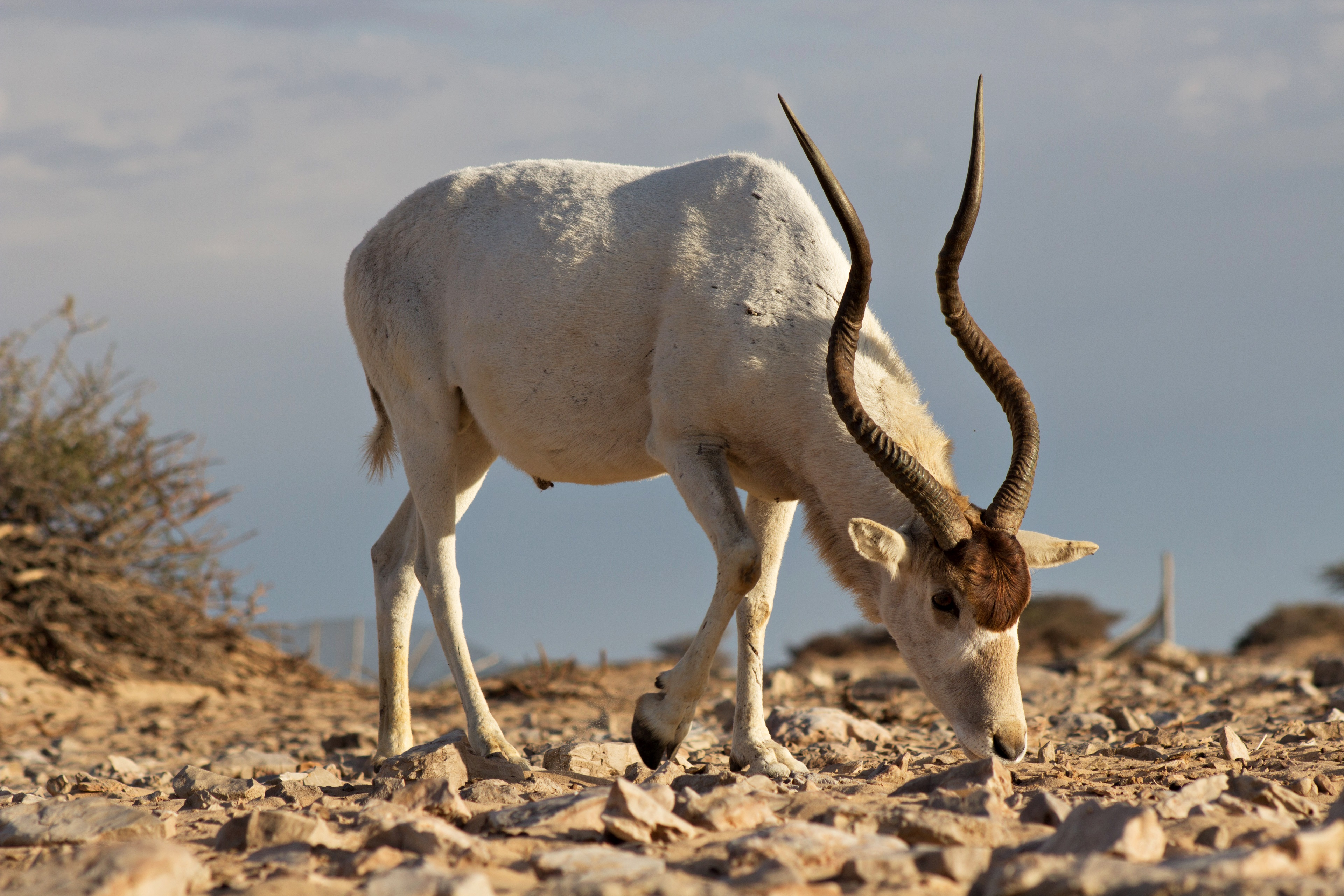
Addax

- addax - antilopă tipică deșertului saharian (Addax nasomaculatus), cu corpul acoperit de o blană alb-gălbuie vara, mai închisă în anotimpul rece, și cu coarnele răsucite spre spate in formă de liră.
- adelfofagie - devorare a unui animal de către altul din aceeași specie ori din specii diferite.
- afag - (despre animale) care într-un anumit stadiu al vieții nu se hrănește.
- afaniptere - ordin de insecte aptere care sug sângele, cuprinzând puricii.
- afide - grup de insecte din ordinul homopterelor cuprinzând diferite genuri de păduchi de plante, în special filoxera, cu forme aripate și nearipate (Aphidinea); sinonim: afidieni.
- afidide - familie de insecte homoptere fitofage cuprinzând păduchii de plante.
- afidieni - vezi afide.
- afidofag - care se hrănește cu afide.
- agami - pasăre amazoniană (Agamia agami) pe cale de dispariție, cât un fazan, cu cioc lung și penaj strălucitor.
- agățătoare - grup de păsări care au la fiecare picior câte două degete dispuse înainte și cîte două dispuse înapoi, care le permit să se agate cu ușurință de ramurile copacilor.
- agnate - clasă de vertebrate acvatice lipsite de maxilarul inferior, fiind un fel de pești primitivi.
- agregare - comportamentul prin care animalele se adună în grupuri sau colonii, cum ar fi în cazul păsărilor care se adună pentru a migra sau al liliecilor care se adună în peșteri.
- agresivitate - comportamentul unui animal care vizează amenințarea, atacul sau lupta împotriva altor animale, adesea în scopul de a-și apăra teritoriul sau de a-și asigura resursele.

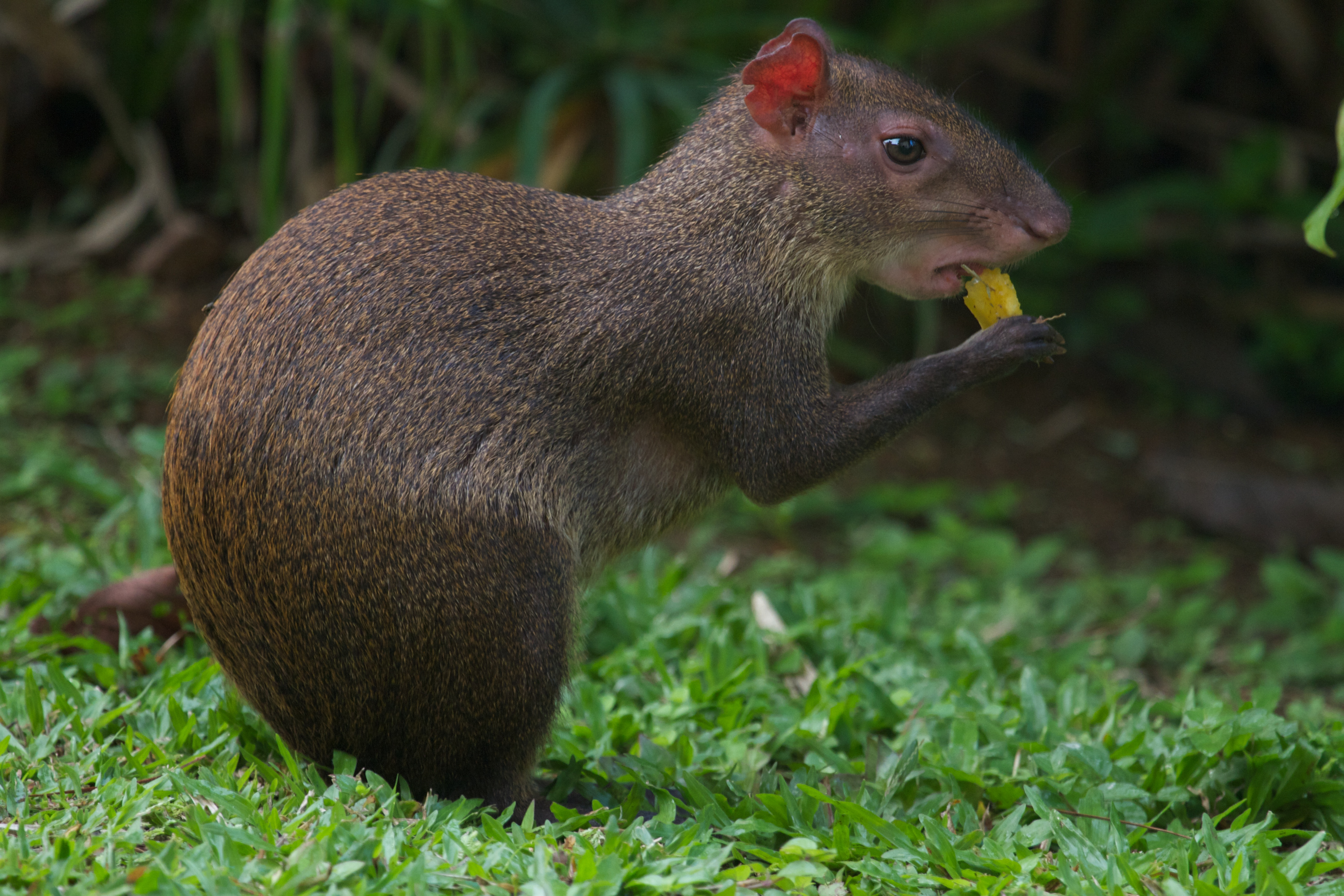
Aguti

- aguti - (Dasyprocta) animal rozător de mărimea unui iepure, cu blana aurie, din bazinul Amazonului.
- alantoidă - una dintre anexele embrionare la animalele amniotice și care îndeplinește funcția de respirație, secreție, nutriție a embrionului.
- alantoidieni - vezi amniote.
- alăptare - hrănirea puilor de mamifere cu laptele secretat de glandele mamare ale mamei.
- albatros - (Diomedea exulans) pasăre marină din familia diomedeidelor, asemănătoare cu pescărușul, dar mult mai mare, cu penele albe, cu aripile lungi, înguste, negre la vârf, care trăiește în emisfera australă.
- albiliță - (Pieris brassicae) fluture alb, dăunător culturilor de varză și conopidă (sinonim: fluture de varză).
- albinar - pasăre migratoare zveltă, de mărimea unei turturele, viu colorată (cu roșu, galben, negru, albastru-verzui), cu ciocul lung și subțire, care trăiește pe malurile lutoase ale apelor și se hrănește mai ales cu albine și viespi (Merops apiaster); alte denumiri: albinărel, prigoare, prigorie.

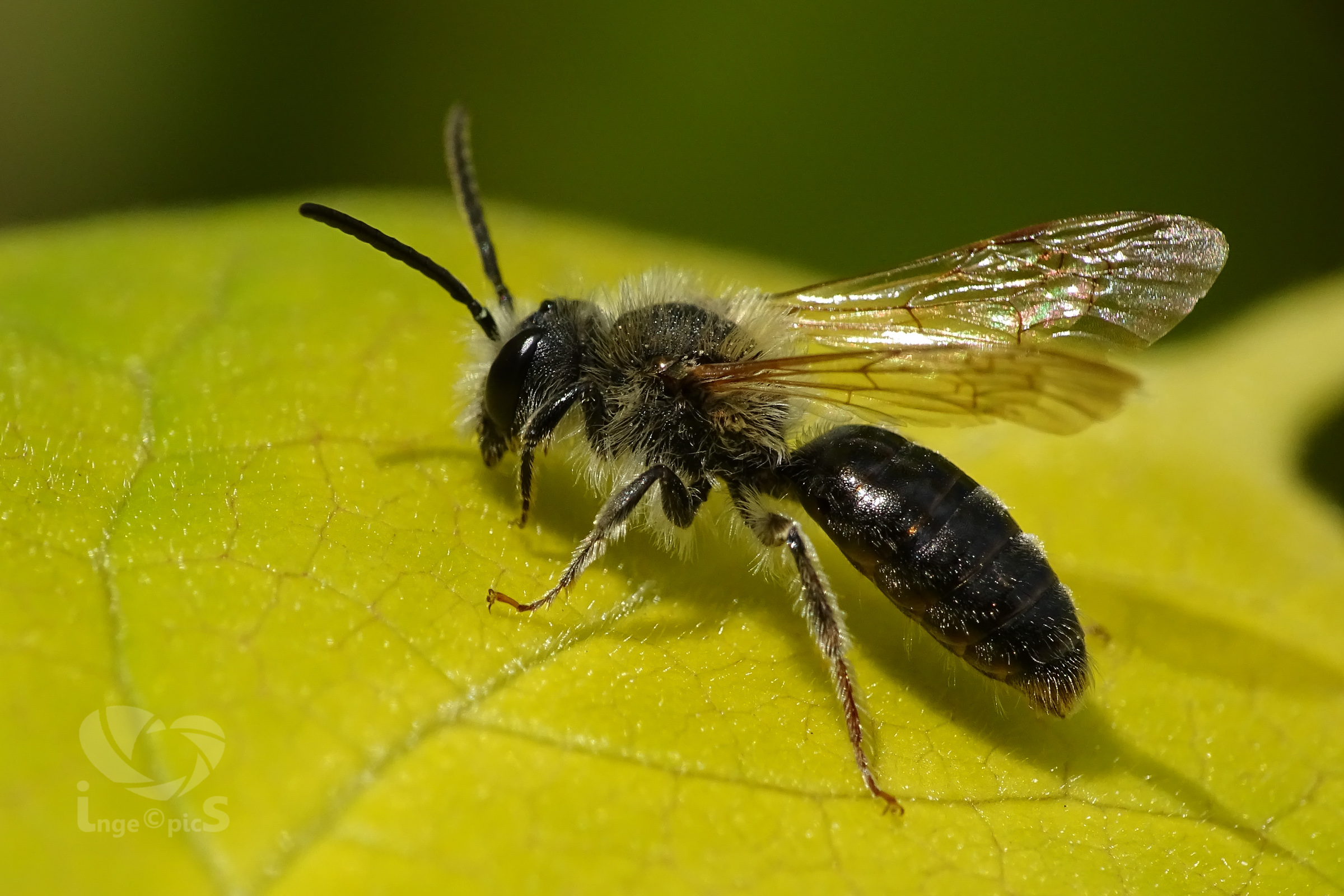
Albină

- albină - (Aps mellifica) insectă din familia apidelor, care prezintă o importanță deosebită pentru mierea și ceara pe care o produce.
- albinărel - vezi albinar.
- albitură - nume generic dat exemplarelor mici de pești de culoare albă sau argintie (babușcă, plătică etc.).
- albuș - substanță de natură albuminoidă, care înconjoară gălbenușul unui ou, servind ca sursă de apă pentru embrion.
- alcion:

- specie de pescăruș albastru;
- pasăre marină legendară, considerată simbolul unui viitor fericit, întrucît își făcea cuibul numai pe o mare calmă.
- alevin - pui de pește în primele zile de dezvoltare.

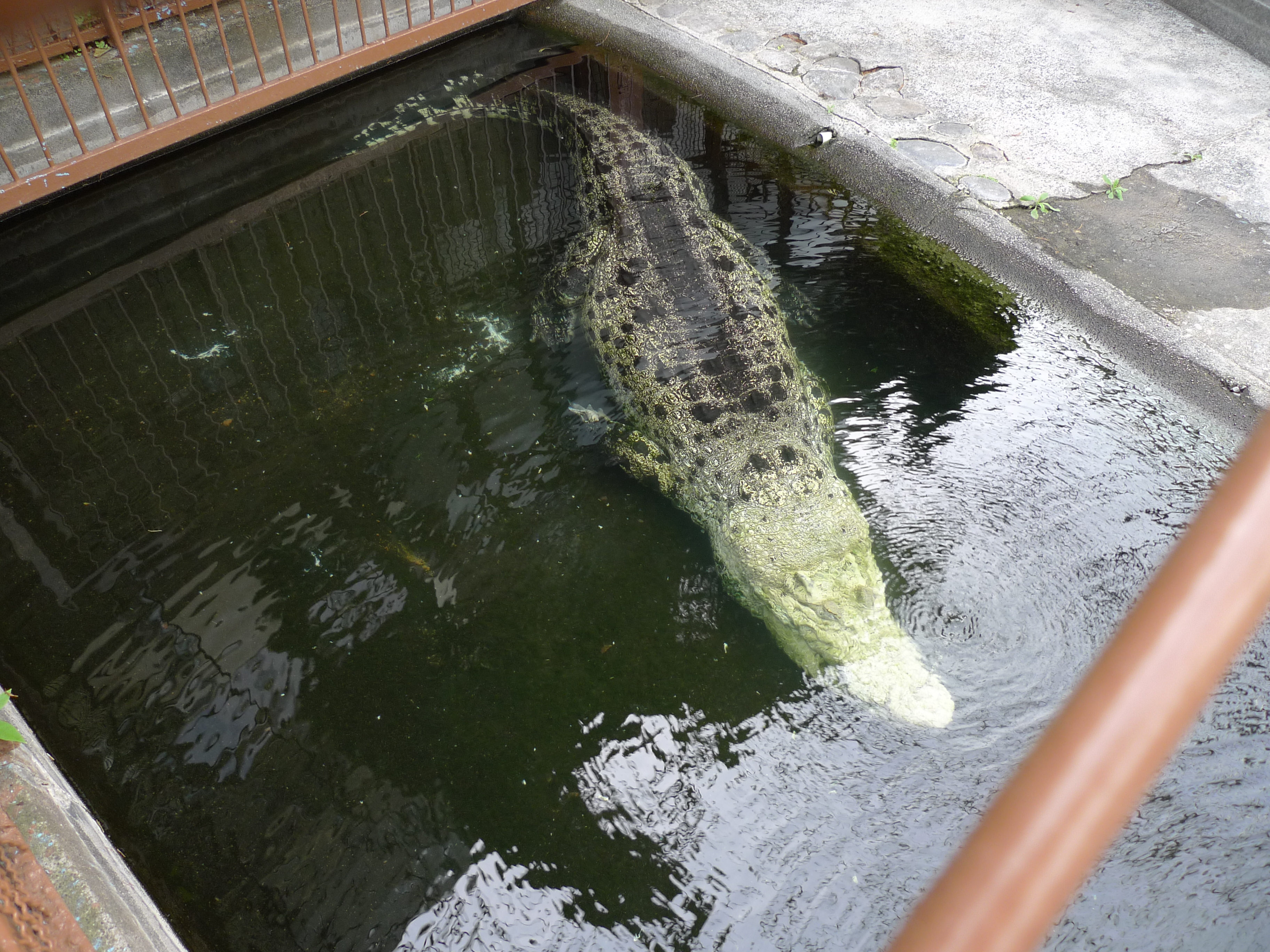
Aligator

- aligator - (Alligator) gen de crocodili cu botul lat, din familia aligatoridelor, răspândiți în fluviile din America (Alligator mississippiensis) și din China (Alligator sinensis), a căror piele este folosită în marochinărie.
- Allactaga balikunica - specie de rozătoare care trăiește prin China și Mongolia.
- aloterm - a cărui temperatură corporală depinde de cea a mediului înconjurător.
- alpaca - (Lama pacos) mamifer rumegător, cu lâna fină și lungă, care trăiește în America de Sud, fiind forma domesticită a lamei.
- alsacian - rasă de câini de pază de talie mare, originară din Franța; vezi și: ciobănesc german.
- alunar - vezi gaiță de munte.
- amblistoma - (Amblystoma) gen de amfibieni din familia amblistomidelor; au o lungime de 15-25 cm și sunt răspândite în America de Nord.
- ambră - substanță brună-cenușie, cu miros de mosc, care se formează în interiorul cașalotului.
- ambulacru - organ de forma unui tub subțire, terminat de obicei cu o ventuză, caracteristic echinodermelor (cum ar fi ariciul-de-mare și steaua de mare) și care servește la locomoție, respirație și pipăit.
- ametabolă - nume generic dat insectelor inferioare care se dezvoltă direct, fără metamorfoză, larva semănând cu adultul.
- amfibieni - clasă de vertebrate, care ocupă o poziție intermediară între pești și celelalte vertebrate; trăiesc când în apă, când pe uscat, în funcție de stadiul ciclului lor biologic (sinonim: batracieni).
- amfibiologie - disciplină care se ocupă cu studiul amfibienilor.
- amfibiu -  care poate trăi și în apă și pe uscat (ca, de exemplu, șobolanii de apă, focele) sau care are o fază de dezvoltare în apă, adultul trăind pe uscat (ca, de exemplu, libelulele, țânțarii, broaștele).
- amfineurieni - (Amphineura) clasă de moluște marine din regiunile de coastă, care au caractere arhaice (un inel nervos de la care pornesc patru cordoane nervoase în jurul esofagului) și care reprezentă legătura filogenetică dintre moluște și anelide.
- amfiox(us) - (Branchiostoma lanceolatum) acraniat marin, cu corpul transparent, în formă de suveică, lung de 3-7 cm, cu scheletul de susținere format numai din notocord filogenetic și care trăiește ascuns în nisip; filogenetic, ocupă o poziție intermediară între vertebrate și nevertebrate.
- amfipode - clasă de crustacee cu corpul turtit lateral și cu două feluri de picioare, unele pentru sărit și altele pentru înotat, care trăiesc în apă dulce sau în mare.
- amfiura - (Amphiura) gen de echinoderme mici, cu corpul în formă de disc, prevăzut cu cinci brațe.
- amfofil - (despre insecte) care înțeapă neselectiv atât omul, cât și animalele.
- amia - pește din ordinul ganoizilor, lung de cea 1 m, având corpul acoperit de solzi osoși și lungi, care trăiește în lacurile și în fluviile din America de Nord (Amia calva).

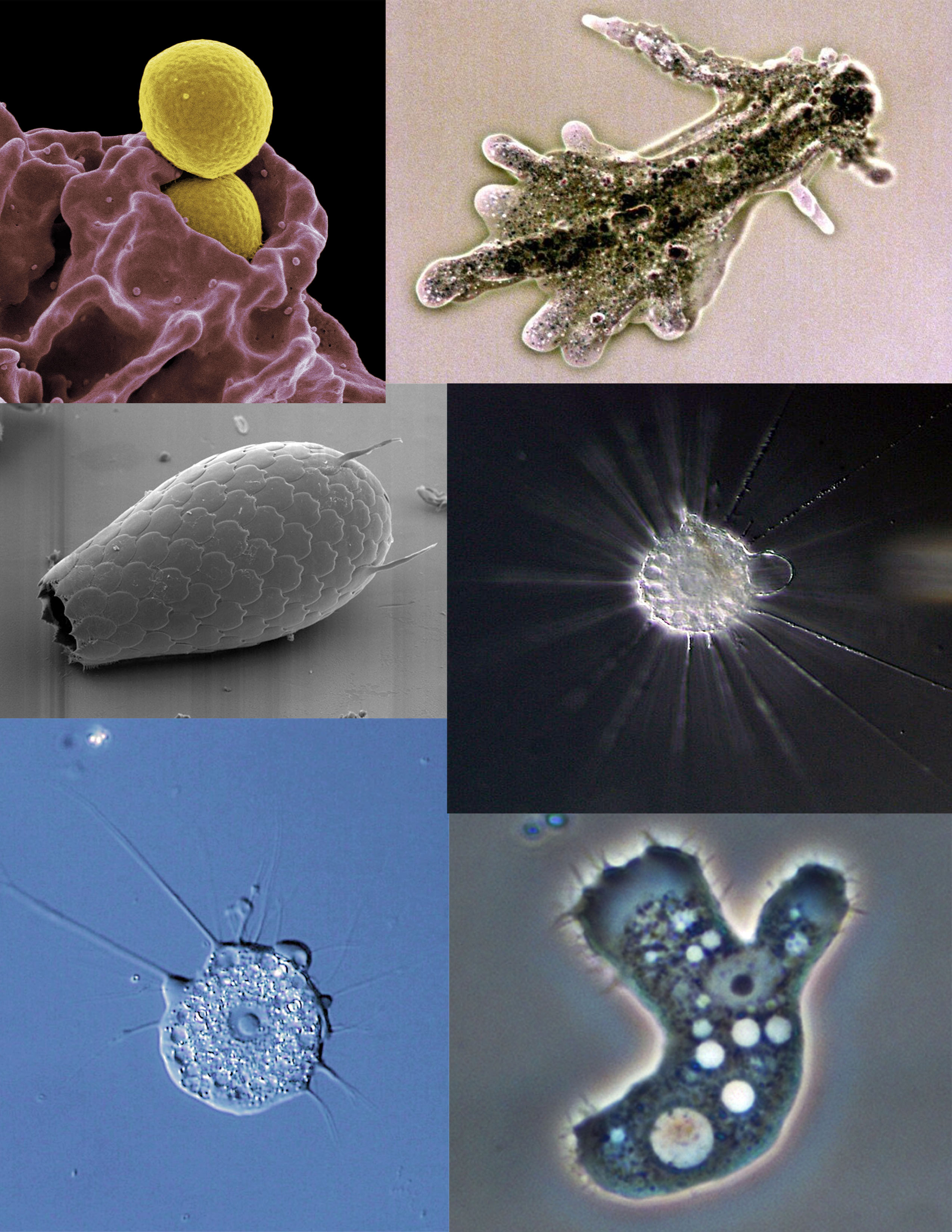
Diferite amibe

- amibă - (Amoeba) protozoar lipsit de membrană, cu o organizare simplă și care trăiește în ape dulci, în sol sau ca parazit; are o organizare simplă, fiind format dintr-o masă protoplasmatică, cu unul sau mai multe nuclee și care se mișcă cu ajutorul pseudopodelor.
- amnios - membrană interioară în care este învelit fetusul până la naștere la mamifere, păsări și reptile.
- amniote - vertebrate al căror embrion are amnios și alantoidă (vezi și anamniote, anexe embrionare); sinonim: alantoidieni.
- amoebă - vezi amibă.
- ampelofag - (insectă) care atacă vița-de-vie.
- ampulă - organ de mers la echinoderme.

### An - Ap
- anaconda - șarpe semiacvatic neveninos, din America Centrală și America de Sud, lung de cea 7 m, care se hrănește cu păsări și cu mamifere (Eunectes murinus).
- anadrom - (despre pești) care trăiește în mare, dar pentru reproducere urcă în apele dulci.
- analogie - asemănare a organelor sau unor părți ale acestora care îndeplinesc aceeași funcție, dar au origini și structuri diferite; se datorește adaptării organelor respective la același mediu (exemple: aripile la insecte și la păsări, branhiile la pești și la raci).
- anamniote - vertebrate al căror embrion este lipsit de amnios și alantoidă (vezi și amniote).
- anamorfoză - tip de metamorfoză în care larva are un număr mai mic de segmente față de adult.
- anatide - familie de păsări palmipede având ca tip reprezentativ rața; anseride.
- anchilostom - mic vierme nematod parazit al intestinului uman, care perforează vasele de sânge din intestin (Ankilostoma duodenale).
- androginie - vezi hermafroditism.
- anelide - (Annellides) încrengătură de viermi inelați (exemple: râma, lipitoarea), caracterizați prin prezența metameriei.
- anemonă-de-mare - vezi actinie.
- anexe embrionare - formații temporare ale embrionului, la animale și la om, care au rolul de protecție împotriva acțiunilor mecanice și de a asigura nutriția, respirația și excreția produselor de dezasimilare.
- anghilă - (Anguilla anguilla) pește teleostean migrator din familia anghilidelor, cu corpul în formă de șarpe; sinonim: țipar de mare, chișcar.
- anghilide - familie de pești teleosteeni având ca tip anghila.
- anguide - (Anguidae) familie de reptile având ca tip șarpele.
- animal - organism pluricelular  înzestrat cu facultatea de a simți și de a se mișca, cu sistem nervos etc, necesitând pentru existență oxigen și hrană organică și care face parte din Regnul Animalia, care include toate mamiferele, păsările, reptilele, amfibienii, peștii și nevertebratele; împreună cu plantele, animalele formează cele două diviziuni principale ale lumii organice.

- animal de companie - animal care este ținut în casă sau pe lângă casă și care se află într-o relație apropiată cu oamenii.
- animal domestic - animal care aparține unei specii sau unei rase care a fost modificată selectiv de-a lungul mai multor generații și în captivitate, astfel încât să se adapteze cerințelor omului.
- animal sălbatic - animal care nu este domesticit în mod normal sau istoric.
- animal social - animal care trăiește în grupuri sau societăți organizate, interacționând și comunicând cu membrii acestei grupări și care dezvoltă comportamente sociale complexe, cum ar fi îngrijirea puiului, comunicarea prin limbajul corpului și sunete, marcarea teritoriului și construirea de cuiburi sau vizuini comune.
- animal superior - animal care se află pe treapta cea mai avansată a unei evoluții, care a atins un nivel înalt de evoluție; cu o evoluție avansată.

- anizognat - cu maxilare asimetrice.
- anizopter - cu aripi inegale.
- anoa - bivol mic, care trăiește în pădurile din insulele Moluce (două tipuri: Bubalus quarlesi, Bubalus depressicornis).
- anobiide - familie de insecte din cadrul ordinului Coleoptere, ai cărei reprezentanți sunt cunoscuți sub denumirea de carii de lemn.
- anodontă - (Anodonta cygnea) animal lamelibranhiat, cu șarnieră fără dinți, care trăiește în mâlul din bălți și din iazuri (sinonim: scoică de baltă).
- anofel - gen de insecte diptere (Anopheles), care cuprinde țânțari caracterizați prin poziție oblică în repaus și ale căror femele hematofage pot transmite, prin înțepături, microbul malariei.
- anofelism - prezența țânțarilor anofeli într-o regiune.
- anofelogen - (despre terenuri, bălți etc) care constituie un focar de dezvoltare a țânțarilor anofeli.
- anoplure - ordin de insecte ectoparazite fără aripi, care cuprinde diferite specii de păduchi.
- anseride - vezi anatide.
- anșoa - pește mic (Anchoa) ce trăiește în Marea Mediterană și în Oceanul Atlantic, cu valoare comestibilă.
- antenat - (despre insecte, crustacee sau miriapode) care are antene.
- antenate - subîncrengătură de artropode prevăzute cu antene (insecte, miriapode și crustacee).
- antenă - apendice situat pe capul artropodelor (crustacee, insecte etc.) care servește ca organ de simț tactil și olfactiv.
- antilocapră - antilopă americană în preriile și deșerturile din vestul Americii de Nord.
- antilocapride - vezi bovide.
- antilopă - grup de animale rumegătoare paricopitate din familia bovideelor, cu trupul suplu, cu coarnele de formă variată, cu picioarele lungi și subțiri și cu coada scurtă, răspândit în Africa și în Asia.
- antofag - (despre insecte) care mănâncă numai florile unei plante.
- antozoare - (Anthozoa) clasă de animale celenterate marine, reprezentată prin polipi izolați sau grupați în colonii, fixați sau liberi, cuprinzând coralii și anemonele de mare (sinonim: coralieri).
- antropofilie - preferință a unor insecte de a se hrăni mai ales pe seama omului.
- antropoide - maimuțe superioare, asemănătoare omului (exemple: gorila, urangutanul, cimpanzeul); se deosebesc de maimuțele inferioare în primul rând prin lipsa cozii (sinonime: antropomorfe, antropomorfide, simieni).
- antropomorfe sau antropomorfide - vezi antropoide.
- antropopitec - animal a cărui existență a fost presupusă și considerată precursor al omului.
- antropozoologie - ramură a antropologiei care se ocupă cu studiul raporturilor (anatomice, evolutive etc.) între oameni și animale, în special primate.
- anure - ordin din clasa amfibienilor caracterizate prin faptul că nu au coadă și au membrele adaptate pentru salt.
- anvergură - distanța dintre vârfurile (cele două extremități ale) aripilor întinse la păsări, la fluturi.
- anzeriforme - (Anseriformes) ordin de păsări înotătoare, care cuprinde gâștele și rațele.
- aortă:

- cea mai mare arteră a corpului la vertebrate;
- vasa pulsator cu funcție de inimă la unele animale nevertebrate (de exemplu, la viermi).
- aparat ambulacrar - sistem de tuburi (canale ambulacrare), cu rol important în locomoția echinodermelor.
- aparat stridulant - organ special la unele insecte, cu ajutorul căruia se produc sunete.
- apendice - organ sau parte componentă a unor aparate anatomice la artropode, la arahnide, la crustacee etc.
- apertură:

- orificiu de deschidere a cochiliei gasteropodelor;
- spațiu creat prin depărtarea celor două valve ale cochiliei lamelibranhiatelor;
- orificiul prin care protoplasma foraminiferelor comunică cu exteriorul.
- apex -  vârful cochiliei gasteropodelor și lamelibranhiatelor, corespunzător extremității posterioare.
- apide - familie de insecte himenoptere, care cuprinde albinele și bondarii.
- apidologie - studiul biologic al albinei domestice.
- apiologie - studiu științific al albinelor.
- aplacentare - vezi marsupiale.
- apneumie - absență a plămânilor, proprie amfibienilor tereștri, cu respirație cutanată.
- apod:

- (despre unele animale) care este lipsit de picioare sau de labe; (despre unii pești) care este lipsit de înotătoare (de exemplu țiparul);
- (la plural) ordin de batracieni lipsiți de membre, având corpul vermiform, inelat (Apoda).
- apofiză coracoidă - proeminență pe marginea superioară a omoplatului la mamifere; vezi și coracoid, os ~.
- aptere - insecte lipsite de aripi, cum ar fi: puricele, păduchele și apterigotele.
- apterigide - familie de păsări cuprinzând genul Apterix.
- apterigote - subclasă de insecte inferioare, lipsite de aripi și care sunt ametabole; cele din ordinul Thysanura sunt dăunătoare pentru agricultură.
- apterix - pasărea kiwi (Apteryx australis).

### Ar - Az
- ara - (Ara macao) specie de papagal viu colorat, răspândit în America de Sud.
- arahnide - clasă de artropode terestre, având corpul format dintr-un cefalotorace cu șase perechi de apendice și din abdomen (Arachnida) și din care fac parte: scorpionii, păianjenii, acarienii.
- arahnologie - ramură a zoologiei care se ocupă cu studiul arahnidelor; altă denumire: araneologie.
- araneide - ordin de arahnide care cuprinde păianjenii (Araneida).
- araneologie - vezi arahnologie.
- areal - arie de răspândire a unei specii, a unui gen sau unei alte categorii taxonomice.
- argali - mamifer erbivor paricopitat (Ovis ammon), rumegător, din genul oilor sălbatice, răspândit în Asia Centrală.
- argonaut - specie de moluscă cefalopodă din mările calde, colorată în galben-auriu, cafeniu, roz, albastru, violet pe fond argintiu, a cărei femelă secretă o cochilie pergamentoasă în care stau ouăle (Argonauta argo).
- argus:

- gen de păsări palmipede din ordinul galinaceelor, din familia fazianidelor, cu penele împestrițate, care trăiesc în arhipelagul Malaysiei;
- specie de fluturi pe ale căror aripi sunt pete rotunde;
- specie de pești cu pete rotunde, ca niște ochi.
- arhar - ovină sălbatică, strămoș al majorității raselor actuale de oi cu coada lungă (merinos, țigaie etc), răspîndită în munții Asiei Centrale, vânată pentru carne și blană.
- arici - (Erinaceus europaeus) mamifer insectivor din familia erinaceidelor, cu corpul acoperit cu ghimpi.
- arici-de-mare - (Echinuus melo) echinoderm din clasa echinidelor, cu corpul sferic, acoperit cu țepi mobili.
- aripa-gâștei - fluture mic, alb, cu aripile din față despicate în două, iar cele din spate despicate în trei părți în forma unei pene de gâscă (Pterophorus pentadactyla).
- aripă:

- organ care servește la zbor, propriu păsărilor, unor insecte și unor mamifere;
- înotătoare la pești.
- armătură bucală - totalitatea pieselor anatomice ale aparatului bucal al insectelor și crustaceelor.
- arni - bivol sălbatic din sud-estul Asiei și al Indoneziei, strămoș al bivolului domestic; altă denumire: bivol indian.
- articol - fiecare dintre fragmentele care alcătuiesc diferite părți ale corpului crustaceelor, insectelor și acarienilor; fiecare dintre segmentele care formează un organism sau organ vegetal.
- artiodactile - ordin de mamifere erbivore mari, terestre, cu piciorul adaptat pentru fugă; exemple: boul, lama, cămila.
- artiozoare - animale metazoare cu simetrie bilaterală, cuprinzând anelidele, moluștele, artropodele etc.
- artromer - fiecare dintre părțile unui organism articulat.
- artropode - încrengătură de nevertebrate superioare cu antene, picioare și corpul alcătuit din mai multe articule, acoperit cu o membrană chitinoasă și din care fac parte: crustaceele, arahnidele, miriapodele, insectele și trilobiții.
- ascarizi - (Ascaris) gen de viermi paraziți din clasa nematodelor, din care fac parte diversele tipuri de limbrici.
- ascidii - (Ascidiae) clasă de cordate inferioare, cu corpul în formă de sac, pe a cărui porțiune superioară se găsesc două orificii (sifonul bucal și sifonul cloacal) și care trăiesc fixate pe stânci, în mări.
- aspidă - șarpe veninos din Egipt sau Libia, cu gâtul umflat, cunoscut mai mult în mitologie.
- asprete - specie de pește de râu, cenușiu-brun, mic, acoperit cu solzi mărunți și aspri (Romanichthys valsanicola).
- astenobioză - fază de activitate redusă care intervine temporar în viața unor specii de insecte.
- asterie - vezi stea de mare.
- Asteroidea (sau asterozoare) - clasă de echinoderme marine, care au corpul alcătuit dintr-un disc central de la care pornesc cinci (sau mai multe) brațe în direcție radială (Asterias); exemplu: steaua de mare.
- atel(es) - maimuță originară din America de Sud, cu membrele și coada foarte lungi, de care se folosește pentru a sta agățată în copaci (Ateles).
- aterină:

- pește teleosteean marin din familia aterinidelor, care are corpul turtit, aproape transparent, cu o dungă argintie pe mijloc, folosit mai ales ca nadă (Atherina mochon);
- pește teleosteean marin din familia aterinidelor, cu două dungi longitudinale argintii strălucitoare, folosit pentru alimentație sau ca nadă (Atherina hepsetus).
- atractanți - substanțe produse de insecte (sau de alte organisme) pentru a atrage indivizi de sex opus, polenizatori ori pradă, sau sintetizate în laborator și industrial pentru a fi folosite în combaterea dăunătorilor.
- ață-de-mare - pește teleosteean marin cu corpul filiform, cu o singură înotătoare și cu coada transformată în organ apucător (Nerophis ophidion teres).
- aurelia - (Aurelia aurita) meduză acalefă din clasa scifozoarelor și care trăiește în Marea Neagră.
- aușel:

- (Regulus regulus) pasăre migratoare din familia paridelor; este utilă deoarece consumă insecte.
- pasăre din familia pițigoiului, cu aripile și coada negre, cu spatele roșu- aprins, cu creștetul și gușa albe (Aegithalus pendulinus); pițigoi-pungaș;
- (numită și aușel-cu-cap-roșiatic) pasăre care are în vârful capului pene lungi de culoare roșie, înconjurate de pene galbene, mărginite cu o dungă neagră catifelată (Regulus ignicapillus).
- autotomie - formă de apărare la unele animale, care constă în detașarea unei părți din corp (coadă, picior etc.) când acestea sunt capturate.
- aves - clasă de vertebrate numită și păsări.
- avifaună - totalitate a speciilor de păsări.
- axolotl - larvă a unei specii de amblistomă (Amblystoma mexicanum), care trăiește în lacurile din Mexic.

## B

### Ba - Be
- babete - vezi zglăvoacă.
- babezia - sporozoar parazit al sângelui bovinelor din Texas.
- babină - partea groasă, care atârnă, a buzelor unor animale.
- babirusă - porc sălbatic din insulele Moluce (Malaysia), având corpul fără păr și colții de pe maxilar în sus, străbătând pielea botului.
- babiță:

- (Pelecanus crispus) specie de pelican de culoare albă;
- tip de melc fără cochilie.
- baboi - nume generic dat peștilor mici de apă dulce, mai ales din Dunăre, exemple: biban, porcușor, boarcă.
- babuin - maimuță mare, cinocefală, cu buzele proeminente (Papio).
- babușcă - (Rutilus rutilus) pește teleostean din familia ciprinidelor, care trăiește în bălți și în iazuri (sinonim: bălos).
- bacal(e)a - pește oceanic de culoare cenușie, cu pete galbene, comercializat sărat (Gadus morrhua).
- bagá - materie cornoasă obținută prin prelucrarea carapacei țestoaselor, folosită pentru fabricarea de piepteni, brățări, tabachere, pentru ornamentarea mobilei etc.
- balaban:

- specie de șoim;
- chefal mare (Mugii cephalus); altă denumire: laban.
- balan - mic crustaceu fixat pe rocile litorale sau pe cochilii.
- balanofag - (despre animale) care se hrănește cu ghindă.
- balansiere - organe de echilibru pentru zbor, în formă de măciucă, situate pe metatoracele insectelor din ordinul dipterelor (de exemplu: muște, țânțari); provin din a doua pereche de aripi, prin transformarea acestora.
- balaur - (Elaphe quatorlineata) șarpe neveninos care trăiește în Dobrogea și sudul Moldovei; combate rozătoare dăunătoare.
- balenă - mamifer acvatic din ordinul cetaceelor, de dimensiuni foarte mari; cea mai cunoscută este balena albastră (Balaenoptera musculus).
- balenide - familie de cetacee cuprinzând balenele.
- balimez - pisică siameză din insula Bali, cu blana bogată, albă cu gri la extremități și cu ochii albaștri.
- baracudă - pește de mare din Antile, din familia Sphyraenidae, înrudit cu știuca.
- barbă - smoc de păr pe care îl au unele animale sub bot.
- barbet - câine prepelicar cu părul lânos și creț, folosit în special la vânătoarea de baltă.
- barbun - pește teleosteean, de culoare roșiatică, cu înotătoarele galbene, cu două fire lungi în formă de mustăți sub falca inferioară și cu carnea foarte gustoasă (Mullus barbatus).
- bardou -  animal hibrid obținut prin încrucișarea dintre armăsar și măgăriță (Equus hinnus); vezi și catâr.
- baribal - urs negru american (Ursus americanus).
- barză - (Ciconia) pasăre migratoare din ordinul ciconiiformelor, de talie mare, cu picioarele lungi (catalige).
- Barzoi - rasă de câini de vânătoare originară din Rusia, cu părul lung și foarte rapizi.
- Baset - câine de vânătoare cu corpul lunguieț, cu labele scurte, cu urechile lungi, cu pete roșietice sau negre pe corp, folosit pentru scoaterea din vizuină a vulpilor și a bursucilor.
- bazilisc[1] - șopârlă cu gâtul scurt (Basiliscus basiliscus), cu limba groasă, care are pe cap o excrescență epidermică triunghiulară, iar pe spate și pe coadă o creastă dințată mobilă; scris și vasilisc.
- batcă:

- pește teleosteean, verde-albăstrui pe spate și argintiu pe abdomen, asemănător cu plătica (Blicca bjoerkna);
- denumire regională pentru pelican (Pelecanus onocrotalus).
- batracieni - vezi amfibieni.
- batracofag - care se hrănește cu broaște.
- batracoid - care are aspect de broască.
- batracosperm - care este asemănător cu ouăle de broască.
- bărbie:

- parte cărnoasă care atârnă sub falca de jos la unele animale;
- piele, sub formă a două lame roșii, cărnoase, care atârnă de o parte și de alta sub ciocul găinilor.
- bărzăun - bondar (Rombus terrestris); gărgăun (Vespa crabro).
- bășică - vezi vezică.
- bârlog - loc de adăpost al unor animale sălbatice; altă denumire: vizuină.
- bâtlan - vezi stârc cenușiu.
- bâtlan alb - vezi egretă.
- bâtlan de baltă - buhai de baltă.
- bâtlănaș - pasăre din ordinul picioroangelor, mai mică decît bâtlanul, cu gâtul și cu ciocul lungi și cu penele roșcate și negre (Ardea minata).
- becațină (sau becață) - (Capella) pasăre migratoare de mlaștină din ordinul caradriiformelor, înrudită cu sitarul de pădure; cea mai cunoscută este becațina comună (Capella gallinago); altă denumire: berbecuț.
- beldiță - pește teleosteean de apă dulce, asemănător cu oblețul, cu spinarea albastră-verzuie, având pe părțile laterale cîte două linii paralele întrerupte (Alburnoides bipunctatus).
- belonide - familie de pești teleosteeni marini, din ordinul beloniformelor.
- beloniforme - ordin de pești care cuprinde peștii osoși marini, cu corpul alungit și cilindric, având ca tip zărganul.
- beluga:

- nume rusesc pentru morun (Huso huso), pește din familia Acipenseridae (sturioni), de la care provin icrele negre cele mai mari, comercializate ca beluga caviar;
- vezi delfinul alb.
- bengali - (nume dat mai multor) păsări mici, asemănătoare vrabiei, cu penajul colorat în albastru ori cafeniu, care trăiesc în regiunile calde ale Africii, Arabiei și Indiei.
- berbecat - (despre botul sau fruntea unui animal) cu profil convex.
- berbecel - vezi sfrâncioc.
- berbecuț - vezi becațină.
- bernardin - vezi Saint-Bernard.
- bezoar - (Capra aegargus) specie de capră sălbatică care trăiește în munții stâncoși din Creta, din Asia Mică și din Caucaz, unul din strămoșii caprei domestice.

### Bi - Bz
- biban - pește teleosteean, răpitor, de apă dulce, cu laturile corpului acoperite cu dungi negre transversale, cu carnea albă, gustoasă (Perca fluviatilis); baboi.
- biber - vezi castor.
- bibic - vezi nagâț.
- bibilică - (Numida meleagris) pasăre domestică din familia fasianidelor, de mărimea unei găini, cu penele negre-cenușii, împestrițate cu alb, care are o proeminență cornoasă pe frunte, crescută pentru carne și ouă.
- bibliofagi - denumire dată insectelor și acarienilor care distrug cărțile și actele, hrănindu-se cu celuloza din hârtie.
- bicefal - (despre animale) care are două capete.
- Bichon - rasă de câini de talie mică, cu părul lung, cu botul subțire, cu nasul negru și cu craniul plat; exemple: Bichon Maltez, Bichon bolognez, Bichon Havanez, Bichon Frisé.
- bioconștiință - formă de conștiință a lumii vii, cu referire la animale, în special la cele mai evoluate.
- biped - (ființă) care are două picioare, care stă sau umblă în două picioare; denumire dată unei perechi de picioare la animalele patrupede.
- bipen - care are două aripi.
- birmaneză - rasă de pisici care este originară din Birmania, cu ochii albaștri și cu blana lungă și deasă, de culoare maro-deschis, cu extremitățile maro-închis.
- biseriat - care este dispus pe două rânduri sau serii.
- bisexualitate - vezi hermafroditism.
- bisulc - (despre animale) care are copitele despicate.
- bisus - fascicul de filamente secretate de unele moluște lamelibranhiate, prin care animalul se fixează pe ceva.
- bivalve - clasă de moluște care au branhiile în formă de lamele, motiv pentru care mai sunt numite și lamelibranhiate.
- bivol:

- vită cornută, rumegătoare, asemănătoare cu boul, cu păr negru sau alb, aspru și rar, cu coarne inelate întoarse spre spate (Bos bubalus);
- (Bubalus bubalus) specie de bovide originare din Asia de Sud, Asia de Sud-Est și China.
- bivoli - denumire generică dată speciei bubaline.
- bivol indian - vezi arni.
- bivoltin - (despre insecte) la care ciclul vital are loc de două ori în cursul aceluiași an; de exemplu viermii de mătase care dau două recolte de gogoși în timpul unei singure veri.
- bizam - (Ondatra zibethicus) mamifer rozator amfibiu, de apă dulce, asemănător cu șobolanul, care trăiește în vecinătatea apelor; sinonim: ondatră.
- bizon - (Bison bison) mamifer din familia bovidelor de talie mare, răspândit în preerile din America de Nord.
- blană - părul sau lâna care acoperă pielea unor animale.
- blastocél - cavitatea centrală de segmentație a blastulei.
- blastocist - stadiu în dezvoltarea embrionului la mamifere, care corespunde sfârșitului segmentării oului; veziculă germinativă.
- blastosferă - vezi blastulă.
- blastulă - stadiu embrionar globular la metazoare, cu celulele dispuse într-un strat și cu o cavitate în interior; a doua fază în dezvoltarea unui embrion (sinonime: blastocist, blastosferă).
- blatide - familie de insecte ortoptere alergătoare, cu corpul turtit, cu antenele lungi și cu protoracele mult lățit, ca un disc ce acoperă capul.
- blenie - pește din familia Blenniidae, de apă dulce calmă și de litoral, cu capul mare și corpul alungit.
- bleniide - familie de pești marini viu colorați, cu capul turtit în partea superioară, botul scurt și aripioara dorsală foarte lungă, având ca tip reprezentativ corosbina.
- boa - șarpe tropical, carnivor și neveninos, lung de câțiva metri, care își ucide prada înainte de a o înghiți încolăcindu-se în jurul ei și sufocând-o (Boa constrictor).
- boarță - pește de apă dulce, lung de câțiva centimetri, care își depune icrele între valvele unor moluște (Rhodeus sericeus sau Rhodeus amarus); altă denumire: șfei.
- bodârlău - pasăre de baltă înrudită cu rața, având zimții laterali ai ciocului asemănători cu dinții de ferăstrău (Mergus merganser); altă denumire: ferăstraș sau ferestraș.
- Boidae - familie de reptile cuprinzând șerpii neveninoși de dimensiuni mari; exemplu: șarpele boa.
- boiște - depunerea și fecundarea icrelor; perioada de rut a peștilor, bătaia peștelui; locul unde are loc fecundarea.
- boiștean - pește mic, de 8-12 cm cu spinarea și părțile laterale de culoare verde-închis, cu pete și puncte întunecate, cu burta de culoare albă-argintie, care trăiește în apele din zona de munte și de coline (Phoxinus phoxinus).
- bombyx - gen de fluturi care cuprinde specia din care face parte fluturele de mătase (Bombyx mori).
- boncăire - emisie de sunete puternice și prelungi de către cerbi, vite și alte animale erbivore mari, când acestea sunt furioase sau se află în perioada de împerechere.
- bonită - specie de pești din Marea Mediterană, din care face parte tonul (Thunnus thynnis).
- borză - gândac mare, negru, care trăiește în locuri umede și care, la atingere, elimină o secreție rău mirositoare (Blaps mortisaga).
- bot - partea dinainte a capului unor mamifere, având forma alungită, cuprinzând gura și nările.
- botgros - pasăre mică, sedentară, cu penele roșietice pe piept și brune pe restul corpului, cu ciocul scurt, gros și tare (Coccothraustes coccothraustes); cireșar.
- botridie - organ special de fixare, în formă de paletă și de franj, caracteristic unor viermi paraziți.
- botriocefal - vierme parazit intestinal din clasa cestodelor în formă de panglică, având o lungime de 8–12 m și prevăzut cu două botridii, care trăiește în intestinul subțire al omului și al unor animale care au mâncat pește infectat cu larvele acestui parazit (Diphyllobothrium latum).
- botroș - pasăre cântătoare, cu ciocul foarte scurt, cu penele de culoare roșu-închis pe piept, negre pe cap, cenușii pe spate și albe la coadă (Pyrrhula vulgaris).
- bou de apă - gândac mare de apă de culoare neagră, cu picioarele acoperite de peri deși și lungi și adaptate la înot (Hydrophilus piceus).
- bou de baltă:

- numele a două specii de broască, una având pe partea centrală pete roșii (Bombinator igneus), iar cealaltă pete galbene (Bombinator pachypus);
- pasăre de baltă cu ciocul lung și ascuțit, galbenă-verzuie pe spate, cu capul negru și cu gâtul alb (Botaurus stellaris).
- bou de mare - pește marin mic, de culoare cafenie sau cenușiu-închis, cu capul gros și lățit, cu ochii așezați în partea superioară a capului (Uranoscopus scaber).
- bou-de-noapte - vezi bufniță.
- bour - mamifer sălbatic, din rasa bovinelor, considerat strămoșul direct al vitelor mari cornute, care a fost răspândit până la sfârșitul secolului al XVIII-lea în munții din Moldova (Bos primigenius); taur sălbatic.
- bovide - familie de mamifere rumegătoare artiodactile și cu coarnele persistente și cavitare, din care fac parte bovinele, ovinele, caprinele etc.; alte denumiri: antilocapride, cavicorne.
- bovine - subfamilie de mamifere rumegătoare, cu coarnele persistente, din care fac parte vitele cornute mari (boul, vaca, taurul).
- boxer - rasă de câini de pază, de origine germană, cu gambele foarte lungi, cu urechile dispuse vertical, cu pielea de pe cap cutată, cu părul scurt, de culoare arămie, aspru și strălucitor.
- brac - rasă de câini de vânătoare cu părul scurt și urechile mari și blegi; sinonim: prepelicar (exemple: brac german, brac italian).
- brahiopode - clasă de nevertebrate marine cu cochilie bivalvă și cu două brațe pe laturile gurii (Brachiopoda).
- brahipter - care are aripile anormal de scurte.
- brahipterism - proces de reducere a aripilor la unele zburătoare (insecte, păsări).
- branchipus - crustaceu inferior, din ordinul branhiopodelor, cu corpul gol, transparent, cu picioarele lățite și cu ochii pedunculați, care trăiește prin bălți (Branchipus stagnalis).
- branhiate - subclasă de artropode prevăzute cu branhii, reprezentată prin clasa crustaceelor.
- branhie - organ de respirație, extern sau intern, al unor animale acvatice (pești, batracieni, crustacee, cefalopode etc.).
- branhifer - care este înzestrat cu branhii.
- branhiform - care este în formă de branhii.
- branhiopode - (Branchiopoda) ordin de crustacee de apă dulce, cu corpul segmentat și cu apendice toracice prevăzute cu o excrescență, care servește la respirație.
- brădioară - vezi ieruncă.
- breb - (Castor fiber) rozător înrudit cu castorul și care se găsește în Europa.
- Briard - rasă de câini ciobănești cu părul lung.
- briozoare - nevertebrate mici, marine sau de apă dulce, care trăiesc fixate pe fundul apei sau pe obiecte din apă, alcătuind colonii cu aspect de mușchi (Bryozoa).
- broască - nume dat unor amfibieni din clasa batracienilor, de dimensiuni mici, fără coadă, cu picioarele de dinapoi mai lungi și mai dezvoltate, adaptate pentru sărit, cu gura largă și ochii bulbucați (Rana rana).
- brotac - amfibiu, din clasa batracienilor, înrudit cu broasca, de culoare verde, cu pernițe vâscoase la vârfurile degetelor (Hyla arborea); altă denumire: brotăcel.
- brotăcel:

- brotac;
- pasăre mică, cu ciocul gros și roșiatic, cu penele galben-verzui, bătând în negru, având bărbia și gușa de culoare gălbuie (Carduelis chloris); altă denumire: florinte.
- brumăriță:

- pasăre sedentară mică, de mărimea mierlei, din ordinul paseriformelor, cu gușa albă, cu pete brune și cu ciocul subțire (Prunella collaris);
- pasăre mică, din ordinul paseriformelor, care are gușa sură (Prunella modularis).
- bubaline - vite cornute înrudite cu taurinele, cu capul mare, cu coarnele în formă de semilună, cu pielea groasă și cu părul negru; exemplu: bivolul.
- bubal(us) - antilopă africană mare, cu coarnele în formă de liră (Bubalus bubalus sau Bubalus cafer, Bubalus banteng, Bubalus frontalis).
- bufal - mamifer rumegător din familia bovideelor, foarte asemănător cu boul, răspândit în Europa meridională, Asia și Africa; exemplu: bufal african.
- bufnă - vezi bufniță.
- bufniță - cea mai mare pasăre răpitoare de noapte, cu penajul de culoare brun-ruginie cu dungi negre și galbene, cu capul mare și ochii galben-portocalii foarte mari, apropiați unul de altul, cu smocuri lungi de pene negre la urechi, având un strigăt caracteristic ce seamănă cu un vaiet (Bubo bubo); alte denumiri: bufnă, bou-de-noapte, buhă.
- buhai de baltă - pasăre acvatică, din familia stârcilor, care trăiește ascunsă în stufărișul bălților (Botaurus stellaris); alte denumiri: bâtlan de baltă, bâtlan de stuf.
- bufonide - familie de batracieni cuprinzând broaștele râioase.
- buha-semănăturilor - fluture mic de noapte, de culoare cenușie, care dăunează semănăturilor (Agrotis segetum).
- buha-verzei - fluture nocturn de culoare cenușie, ale cărui larve distrug varza, conopida, sfecla etc. (Mamestra brassicae).
- buhă - vezi bufniță.
- bulb aortic - dilatație a arterei aorte situată la ieșirea din inimă, la pești și la batracieni.
- buldog - rasă de câini de pază și utilitari, robuști, cu capul mare, cu botul turtit și fălcile proeminente, cu labele scurte și groase; sinonim: mops.
- Bull Terrier - câine englezesc care vânează șobolani.
- bunodont - (despre molarii suinelor, primatelor etc.) care prezintă pe suprafața coroanei puțini tuberculi scurți, conici, rotunjiți sau ascuțiți.
- bunodonte - grup de mamifere omnivore artiodactile, cu coroana molarilor bunodontă.
- burelet - cută semicirculară a pielii aflată la extremitatea membrelor animalelor, având rol de regenerator al cornului copitei sau al unghiei.
- burete de mare - vezi spongieri.
- bureți - vezi spongieri.
- bursuc - vezi viezure.
- buză - fiecare dintre cele două părți cărnoase care mărginesc, în afară, deschizătura gurii (sau a botului la animale) și acoperă dinții; vezi și: labie, labium, labrum.
- buzunar bucal - vezi sac bucal.

## C

### Ca - Ci
- cabaline - familie de mamifere din care face parte calul (Equidae).
- cabassou - gen de tatu (Cabassous unicinctus).
- cacadu (sau cacatoes) - papagal din Australia, cu penajul alb, care are pe cap un moț de pene viu colorate (Cacatua).
- cacom - vezi hermină.
- cadavru - corpul unui animal mort.
- caduc - (despre formațiuni cornoase la animale) care cade periodic.
- cafer - bivol negru din Africa Subsahariană (Syncerus caffer).
- caiman - specie de crocodil asemănător cu aligatorul, cu cuirasa de plăci osoase de sub pielea abdomenului foarte dezvoltată; trăiește în America de Sud.
- cal - animal domestic erbivor, cu copita nedespicată și utilizat la tracțiune, călărie, sport etc. (Equus caballus).
- calamus - partea bazală, goală în interior, a unei pene de pasăre.
- calao - pasăre tropicală, originară din Asia, Africa și Oceania, care are ciocul mare și încovoiat (Buceros rhinoceros); altă denumire: pasăre-rinocer.
- calcan - (Scophthalmus maeoticus) pește marin bentonic, răpitor, din familia botidelor, care stă culcat pe partea dreaptă, de aceea are ochii situați în stânga.
- calcidide - insecte din ordinul himenopterelor, cu antene scurte și îndoite; sunt folositoare agriculturii deoarece distrug alte insecte dăunătoare (Chalcididae).
- cal-de-apă - vezi libelulă.
- Calliteara flavobrunnea - molie din familia Erebidae.
- cal de mare - pește marin de talie mică, cu capul asemănător cu cel al calului (Hippocampus hippocampus); hipocamp.
- calmar - gen de cefalopode comestibile, cu corpul alungit, cu înotătoarele triunghiulare și cu gura înconjurată de zece tentacule (Loligo vulgaris)
- caloricitate - proprietate a organismelor animale de a dezvolta și păstra căldura.
- calosomă - insectă carnivoră, din ordinul coleopterelor, de talie mare, răspândită în toată Europa, în America și în Asia, cu corpul verde-metalic sau negricios cu reflexe roșietice, cu șanțuri longitudinale pe elitre, cu aripi membranoase scurte, nedezvoltate, bun alergător, care distruge omizile din păduri (Calosoma sycophanta).
- cal-turtit, calul-popii - vezi libelulă.
- cambulă - pește teleosteean marin, cu corpul asimetric, foarte turtit, lung de 20-30 cm, cu ambii ochi pe aceeași parte, care trăiește pe fundul apelor, culcat pe partea care nu are ochi (Pleuronectes flesus).
  - cambula uriașă - specie de pești osoși răspândită în Atlanticul de Nord (Hippoglossus hippoglossus).
- cameleon - reptilă arboricolă și insectivoră, din regiunile tropicale, cu ghearele ca un clește, care o ajută să se prindă de arbori, și cu proprietatea de a-și schimba culoarea pielii după aceea a mediului înconjurător (Chamaeleo vulgaris).
- cameleonism - proprietate a unor reptile de a-și schimba culoarea pielii după culoarea mediului înconjurător.
- camelide - familie de erbivore rumegătoare, cuprinzând cămila, dromaderul, lama etc. (Camelidae).
- cameră paleală (sau camera mantalei) - spațiu cuprins între pereții mantalei și corpul moluștei.
- campodeoidea - vezi diplura.
- canar - pasăre cântătoare, de talie mică, cu penajul viu colorat, originară din Insulele Canare (Serinus canaria).
- cange - gheară ascuțită și întoarsă a păsărilor răpitoare.
- cangur - mamifer marsupial erbivor, din Australia, înalt de 1,5 m, cu coada lungă, cu picioarele anterioare mai scurte și cu cele posterioare lungi, care îi permit deplasarea prin salturi, a cărui femelă are sub pântece o pungă (marsupiu) unde își ține puii când sunt mici (Macropus giganteus).
- canibal - (despre animale) care se hrănește cu indivizi din aceeași specie.
- caniche - rasă de câini de origine africană cu blana buclată sau franjurată formând suvițe răsucite (șnur), de culoare neagră, albă, maro, portocalie, argintie, cu urechi lungi ce atârnă peste obraji.
- canide - familie de mamifere carnivore, digitigrade, cu ghearele neretractile, cu patru degete la picioarele dinainte și cu cinci la cele din spate, având ca tip reprezentativ câinele (Canidae).
- cantaridă - insectă din ordinul coleopterelor, verde-aurie, cu miros caracteristic, care atacă frasinul și liliacul și care este folosită în industria farmaceutică pentru conținutul său de cantaridină (Lytta vesicatoria); alte denumiri: cățelul-frasinului, gândacul-frasinului, gândac-de-frasin.
- cap-de-mort - fluture mare cu pete albe pe aripi, asemănătoare cu un cap de mort, care zboară numai în amurg și care, când este prins, scoate un zgomot ascuțit ca un strigăt (Acherontia atropos); altă denumire: capul-lui-Adam.
- capibara - rozător uriaș, cel mai mare din lume, un fel de șoarece de mărimea unui câine, cu blana bogată, care trăiește în cete în mlaștinile și în lungul cursurilor de apă din America de Sud (Hydrochoerus hydrochaeris); porc-de-apă.
- capîntors (sau capîntortură) - mică pasăre călătoare, din familia ciocănitorilor, de culoare cenușie-brună, cu pete mai închise, care își răsucește des și cu mare ușurință capul până la 180 grade și scoate un șuierat asemeni unui șarpe (Jynx torquilla); altă denumire: sucitoare.
- capra dracului - vezi sfrâncioc mare.
- capră-de-stâncă - capră sălbatică cu blana roșcată și cu coarnele în formă de spadă (Capra ibex).
- capră domestică - animal domestic rumegător, crescut pentru lapte, păr și piei (Capra hircus).
- capră-neagră (sau capră de munte) - capră sălbatică cu blana brună-neagră, cu coarnele scurte și curbate la vârf și cu două dungi albe pe partea anterioară a capului, care trăiește în regiunile alpine (Rupicapra rupicapra).
- capre - gen de mamifere rumegătoare, paricopitate, cu coarnele mai mari și diferențiate la masculi, cu părul lung, cu firele groase și aspre (Capra).
- caprimulg - pasăre migratoare, arboricolă, nocturnă și crepusculară, insectivoră, cu capul lat și corpul turtit, cafeniu-pătat, cu ochii mari, globuloși, adaptați pentru întuneric, și cu deschiderea gurii foarte mare, pentru captarea prăzii din zbor (Caprimulgus europaeus); denumire populară: păpăludă.
- caprimulgiforme - ordin de păsări având ca tip reprezentativ caprimulgul (Caprimulgiformes).
- caprine - subdiviziune a familiei rumegătoarelor, care are ca tip reprezentativ capra (Caprinae).
- capucin - maimuță originară din America de Sud, de talie mijlocie, cu barbă lungă (Cebus olivaceus).
- capul-lui-Adam - vezi cap-de-mort.
- car - (plural carii) nume dat mai multor specii de insecte mici, dăunătoare, din ordinul coleopterelor, cu corpul păros și cu picioarele scurte, care trăiesc în lemn și se hrănesc cu acesta și îl distrug.
- carab - coleopter alergător, cu capul alungit, de culoare aurie sau roșie-arămie și cu picioarele lungi, care se hrănește cu viermi, larve de insecte și melci (Carabus auratus).
- carabete (sau carabăț) - larvă acvatică a unor insecte.
- carabide - familie de insecte coleoptere, alergătoare, având ca tip reprezentativ carabul, care se hrănesc cu omizi, viermi etc. (Carabidae).
- caracara - un fel de șoim din zona tropicală a Americii, care trăiește mai mult pe sol, hrănindu-se cu cadavre, șerpi, insecte și moluște (Polyborus plancus).
- caracatiță - cefalopod marin din încrengătura moluștelor, comestibil, cu corpul rotund, în formă de sac și cu opt brațe lungi, puternice, prevăzute cu ventuze (Octopus vulgaris).
- caracudă - pește mic teleosteean, de baltă, cu corpul turtit lateral, lung de 20-35 cm (Carassius carassius).
- caradriide - familie de păsări din ordinul caradriiformelor, care cuprinde ploierul, nagâțul etc. (Charadriidae).
- caradriiforme - ordin de păsări comestibile, cu ciocul și picioarele lungi (Charadriiformes).
- caragață - vezi coțofană.
- carapace - înveliș dur calcaros, cornos, osos etc, de formă și dimensiuni variate, care acoperă corpul unor animale, mai ales al crustaceelor, în scop protector.
- caras:

- pește de baltă din familia crapilor, de culoare verde-cafenie sau gălbuie, cu capul scurt și cu solzii mari (Carassius vulgaris);
- pește de apă dulce, mic-mijlociu, argintiu sau auriu, cu capul mic și cu solzii mari (Carassius carassius);
- (și caras alb, caras de Dunăre) specie de caras cu corpul mai scurt și mai gros, având culori ce variază de la alb-gălbui la negru, cu mărimi variabile (Carassius auratus gibelio).
- carcasă - totalitatea oaselor care formează scheletul unui animal.
- carcinologie - disciplină care se ocupă cu clasificarea crustaceelor.
- cardium - gen de moluște cu cochilia ovală, subțire, boltită, cu ornamentații formate din coaste radiare (Cardium).
- carenate - subclasă de păsări care au sternul prevăzut cu o proeminență alungită (Carinatae).
- carenă - prelungire în formă de lamă a sternului la păsări.
- caret - țestoasă marină comestibilă, lungă de 60-80 cm, înotătoare, care trăiește în mările calde și din a cărei carapace cornoasă se obține bagaua (Eretmochelys imbricata).
- caridă - animal marin asemănător cu racul, apreciat pentru carnea lui gustoasă (Palaemon squilla).
- carnasier:

- (despre animale) carnivor;
- (și carnasieră) fiecare dintre cele patru măsele mari și tăioase ale unor animale carnivore.
- carne - nume dat țesutului muscular al animalelor împreună cu țesuturile la care aderă.
- carnivor - care se hrănește mai ales cu carne; carnasier;
- carnivore - ordin de mamifere care se hrănesc predominant cu carne, având carnasierele și caninii lungi și ascuțiți (Carnivora).
- carpocapsă - insectă cu aripile cenușii-cafenii, cu fețele și cu marginile franjurate, de culoare mai deschisă, care trăiește pe arborii fructiferi (Carpocapsa pomonella); denumire populară: viermele mărului.
- carpofag - (despre animale) care se hrănește cu fructe.
- cartilaginos - care este format din cartilaje, care are cartilaje.
- cartilaj - varietate de țesut animal conjunctiv, elastic și rezistent, care formează scheletul peștilor cartilaginoși și al embrionului la vertebrate, precum și învelișul suprafețelor articulare ale oaselor, îndeplinind funcția mecanică de susținere.
- Caryomys eva - specie de rozătoare din familia Cricetidae și care trăiesc în China.
- castă - (în entomologie) ansamblu de indivizi în cadrul familiilor de insecte sociale (albine, furnici etc.) care îndeplinesc aceleași funcții.
- castor - (Castor) mamifer rozător din familia castoridelor, care trăiește în colonii pe marginea apei, unde construiește baraje din arbori; altă denumire: biber (vezi și breb).
- castrare - ablație a glandelor sexuale (testicule, ovare), provocând sterilitatea.
- castravete de mare - vezi holoturie.
- cașalot - mamifer din ordinul cetaceelor, asemănător cu balena, cu capul mare și cu dinți pe falca inferioară, care trăiește în mările calde, din a cărui grăsime se fabrică spermanțetul, din intestinul lui extrăgîndu-se ambra, folosită la fabricarea parfumurilor (Physeter catodon).
- catalige - picioare lungi ale păsărilor (în special berze).
- catadrom - (despre pești) care trăiește în apele dulci, dar coboară în mare pentru reproducere.
- catarinieni - grup de maimuțe superioare, cu nările foarte apropiate, cu septul nazal îngustat și cu coada neprehensilă sau lipsite de coadă, care trăiesc în Africa, Asia și în unele insule australiene (Catarrhina); exemple: babuinul și cimpanzeul.
- catâr - animal domestic hibrid, rezultat din împerecherea măgarului cu iapa (Equus mullus); vezi și bardou.
- caudal - care este din regiunea cozii; care ține de partea terminală a unui organ de formă alungită sau de coadă, care se referă la coadă.
- caudate -  ordin de amfibieni cu coadă (Urodela, Caudata); exemplu: salamandra.
- caudifer - care are coadă, care poartă coadă.
- cavernicol - (despre animale) care trăiește sau crește în peșteri.
- cavicol - (despre paraziți) care trăiește în cavitățile naturale ale animalelor.
- cavicorn- (despre cornute) cu coarnele goale în interior (vezi și bovide).
- cavicorne - familie de erbivore rumegătoare care au coarnele cavitare.
- cazuar - pasăre asemănătoare cu struțul, cu o creastă cornoasă pe frunte și cu penele negre, folosite ca podoabă, care trăiește în Oceania (Casuarius casuarius).
- căldură animală - energie calorică rezultată în decursul metabolismului pe seama proceselor de oxidare a substanțelor nutritive.
- călduri - perioadă din ciclul sexual în care animalele femele manifestă dorința naturală de a se împerechea.
- cățelul-frasinului - vezi cantaridă.
- ceară de balenă - vezi spermanțet.
- ceasornicar - insectă dăunătoare, mică de 4–5 mm, care face galerii în lemnul construcțiilor și al mobilelor și produce zgomote asemănătoare cu tic-tacul ceasului (Anobium pertinax).
- cecidiozoare - animale mici (acarieni, insecte, viermi) care provoacă dezvoltarea cecidiilor.
- cefalocord - porțiune cefalică a notocordului.
- cefalocordate - vezi acraniate.
- cefalom - lob longitudinal la artropode.
- cefalopode - clasă de moluște marine, cu gura înconjurată de tentacule prevăzute cu ventuze și din care fac parte caracatița, nautilul și sepia (Cephalopoda).
- cefalotorace - regiune anterioară a corpului unor animale (arahnide, crustacee), care cuprinde capul și toracele; altă denumire: prosomă.
- cegă - pește de apă dulce din familia acipenseridelor, cu botul alungit, cu mustăți franjurate, care are un șir de plăci osoase pe spate și pe laturi (Acipenser ruthenus).
- celacant - ordin de pești de origine preistorică (Coelacanth).
- celenterate - încrengătură de metazoare (marine), care au corpul cu pereții formați din două straturi de celule (ectoderm și endoderm) și cu o cavitate digestivă în interior și din care fac parte hidra, coralul, meduza (Coelenterata).
- celóm - cavitate în interiorul corpului animalelor metazoare.
- celomate - grup de animale care au celom (Coelomata).
- celpar - specie de crab (Portunus holsatus).
- centipede - vezi chilopod.
- cenur - tenie parazită din genul Multiceps, a cărei larvă se dezvoltă în organismul uman sau animal (Taenia coenurus).
- Cerambicide - familie de insecte coleoptere, cu antenele foarte lungi, cu corpul alungit și viu colorat, ale căror larve sunt xilofage (Cerambycidae); denumire populară: croitor.
- cerb - mamifer rumegător din familia Cervidae, de talie mare, zvelt, cu coada scurtă și cu coamele ramificate (Cervus elaphus).
  - cerb lopătar - specie de cerb cu coarnele lățite în formă de lopeți și cu corpul robust (Cervus dama).
- cerbar - vezi rădașcă.
- cerci - pereche de formații filamentoase terminale ale unei insecte.
- cercopitec - maimuță catariniană africană, cu coada lungă, cu două calozități fesiere viu colorate, care se îmblânzește cu ușurință (Cercopithecus ruber).
- cercopitecide - familie de maimuțe care au pungi faringiene unde depozitează hrana și coadă neprehensilă și din care fac parte pavianul și magotul (Cercopithecidae).
- cerebroid - vezi ganglioni cerebroizi.
- cerifer - (despre glandele albinelor) care produce ceară.
- cervide - familie de mamifere rumegătoare ai cărei masculi au coarnele osoase, ramificate (Cervidae); exemplu: cerbul.
- Cerithium - gen de moluște gasteropode cu cochilia alungită, în spirală, cu striații.
- cervin - care este asemănător cerbului.
- cestode - clasă de viermi platelminți, în formă de panglică, care parazitează tubul digestiv, iar în formă de larvă se pot fixa în viscere (Cestoda); exemple: tenia, botriocefalul.
- cetacee - ordin de mamifere acvatice, cu corpul pisciform și cu membrele anterioare transformate în lopeți (Cetacea); exemple: balena, cașalotul și delfinul.
- cetologie - studiu științific al cetaceelor.
- cheag - una dintre cele patru compartimente ale stomacului la rumegătoare.
- chefal - pește teleostean din familia Mugilide, cu partea superioară a capului mare și turtită (Liza aurata); altă denumire: singhil.
- chelicer - fiecare dintre cele două apendice cefalice ale arahnidelor, în formă de clește sau de spin.
- chelicerate - subîncrengătură a artropodelor, care cuprinde clasa arahnidelor, prevăzute cu chelicere (Chelicerata).
- cheliform - care este în formă de gheară sau de clește.
- chelonieni - ordin de reptile al căror corp este închis într-o carapace osoasă și din care fac parte țestoasele (Chelonia).
- cheratină - proteină care intră în structura părului, epidermei, unghiilor, coarnelor, copitelor etc.
- chilopod - ordin de artropode cu multe picioare (Chilopoda); altă denumire: centipede.
- chinchila - vezi șinșilă.
- chirighiță - specie de păsări călătoare, mici, cu ciocul și coada drepte, care trăiesc pe lângă râuri și bălți (Chlidonias).
- chiroptere - ordin de mamifere cu membrele anterioare adaptate ca aripi membranoase tegumentare și din care face parte liliacul (Chiroptera).
- chist:

- înveliș protector secretat de unele animale inferioare, aflate în condiții de mediu nefavorabile;
- stadiu larvar al teniei.
- chișcar - altă denumire pentru: țipar (Misgurnus fossilis), cicar (Eudontomyzon danfordi).
- chiton - gen de moluște marine, poliplacofore, adică având cochilia formată din plăci articulate (Chiton).
- chitonide - familie de animale cuprinzând chitonii și genurile înrudite.
- chițcan:

- mamifer insectivor, cu blana brună-castanie, cu botul alungit, cu ochii mici și cu urechile ascunse în blană, care trăiește în păduri, în galerii mici etc. (Sorex araneus);
- nume dat mai multor specii de șoareci de mărimi diferite.
- - chițcan călător - șobolan din familia Muridae (Rattus norvegicus).
- chițoran - șoarece de câmp de dimensiuni mai mari și cu botul ascuțit (Sorex vulgaris).
- chow chow - rasă de câini de talie mijlocie, robuști, originari din China, unde sunt crescuți pentru blana lor.
- cicade - insecte homoptere din genul Cicada, cu corpul scurt și gros, cu capul mare și cu ciocul ascuțit.
- cicadide - familie de insecte cuprinzând cicadele (Cicadidae).
- cicar:

- animal vertebrat acvatic inferior (Eudontomyzon danfordi), asemănător cu un pește, care trăiește ca parazit pe pielea unor pești; altă denumire: pișcar;
- vezi țipar.
- ciclop - (Cyclops) rac mic de apă dulce cu un singur ochi, situat pe cefalotorace.
- ciclostomi - clasă de vertebrate acvatice inferioare, cu corpul asemănător cu al peștilor, lipsite de maxilare și cu gura rotundă (Cyclostomata).
- cicoare - insectă homopteră, galbenă-castanie, cu spinarea neagră, cu aripile străvezii și lungi, cu capul lat și cu ochii mari (Cicada orni).[2]
- ciconiide - familie de păsări din ordinul ciconiiformelor, cu gâtul și picioarele lungi și cu ciocul alungit, care trăiesc prin locuri mlăștinoase și pe marginea apelor și din care fac parte barza, egreta, bâtlanul (Ciconiidae).
- ciconiiforme - ordin de păsări mari, cu gâtul și picioarele lungi și cu ciocul alungit și conic sau lățit, căruia îi aparțin stârcul și lopătarul (Ciconiiformes).
- ciliat - infuzor.
- ciliograd - care se mișcă cu ajutorul cililor.
- cimpanzeu(l comun) - specie de maimuță africană, antropomorfă, arboricolă, de talie mare, cu membrele anterioare lungi, cu blana și cu pielea negre și fără coadă (Pan troglodytes).
- cincila - vezi șinșilă.
- cinocefal - specie de maimuță care trăiește în Africa și care se caracterizează prin botul prelung, ca al unui câine, și prin coada lungă; exemple: babuinul, mandrilul.
- cinteză - pasăre cântătoare din familia fringilidelor, de mărimea und vrăbii, cu ciocul conic, scurt și tare, cu penajul cenușiu-albăstrui sau brun-roșcat, cu o dungă albă pe aripi (Fringilla coelebs).
- cioară - nume dat mai multor specii de păsări omnivore, din familia corbului, de mărime mijlocie, cu penajul negru sau cenușiu, cu ciocul conic și puternic (Corvus).
- ciprin - vezi crap.
- ciprinide - familie de pești teleosteeni, de apă dulce, cu solzii rotunzi, cu o singură înotătoare dorsală, cu gura fără sau cu mustăți, care are ca tip principal crapul (Cyprinidae).
- cir - fiecare dintre perii țepoși de pe corpul unor animale nevertebrate.
- cireșar - vezi botgros.
- citozoologie - studiul celulelor animale.
- ciugulitorul vitelor - (Buphagus africanus) specie exotică din ordinul paseriformelor, care trăiește în Africa și obișnuiește să se cațere pe corpul mamiferelor erbivore din savane pentru a le ciuguli paraziții din blană.

### Cl - Cz
- cladocer - subordin de crustacee acvatice mici, care intră in compunerea planctonului de apă dulce, cu antenele mari și înfurcate, ca mijloc de locomoție.
- clean - (Leuciscus cephalus) pește teleostean care trăiește aproape exclusiv în apele curgătoare de deal și șes din Europa, din familia ciprinidelor.
- cloacă - cavitate posterioară în care se deschid tubul digestiv, conductele genitale și urinare la păsări, batracieni, reptile etc.
- coccidii - gen de protozoare parazite care trăiesc în celulele epiteliale ale unor animale (Coccidia).
- coadă:

- apendice terminal al părții posterioare a corpului animalelor vertebrate; smoc de păr sau de pene care acoperă acest apendice sau care crește în prelungirea lui;
- partea posterioară, mai îngustă, a corpului unor animale (a peștelui, a șarpelui, a racului etc.).
- coajă:

- învelișul calcaros al oului;
- înveliș, tare și calcaros, al unor moluște sau crustacee.
- coamă - păr lung (și stufos) care crește pe grumazul sau de-a lungul spinării unor animale (în special la cal).
- coanozom - strat intern format din celule flagelate, la bureți.
- coapsă - partea superioară a membrelor inferioare la animale, dintre crupă și gambă.
- cobai - rozător de mici dimensiuni, care se utilizează pentru examene sau teste de laborator (Cavia porcellus); altă denumire: porcușor de Guineea.
- cobră - șarpe veninoscare trăiește în Africa și în sudul Asiei, cu gâtul foarte lățit, cu pete negre mărginite cu alb semănând cu niște ochelari; sinonim: șarpe-cu-ochelari (Naja naja).
- cochilie - înveliș calcaros sau silicos al unor moluște, foraminifere etc.
- cod -  pește marin, osos, din nordul Oceanului Atlantic, lung până la 1,5 m, cu trei aripioare dorsale (Gadus morrhua).
- colonie - grup de indivizi din aceeași specie, care trăiesc în comun.
- columelă - organ în formă de coloană; coloană spiralată, axa după care este răsucită cochilia moluștelor gasteropode.
- comportament - ansamblul de reacții și activități specifice unui organism animal, care îi permit să supraviețuiască și să se adapteze la mediul său.
- comunicare - schimbul de informații între animale prin intermediul semnalelor vizuale, auditive sau chimice, cu scopul de a transmite informații despre amenințări, hrană, parteneri de reproducere sau alte informații relevante pentru supraviețuire.
- copepode -  subclasa de crustacee mici care formează planctonul din apele dulci sau marine.
- copită despicată - structura anatomică a piciorului unor mamifere erbivore (ungulate artiodactile), care au copita împărțită în două părți distincte sau "degete", care sunt, de fapt, două falange terminale acoperite cu un strat dur de keratină.
- coracoid, os ~ - os pereche, component al centurii scapulare, la batracieni, la reptile și păsări, în formă de cioc de corb.
- corpusculii Nissl - organe neuronale prezente în citoplasma neuronului și la baza dendritelor la animale.
- coțofană - pasăre din familia corvidelor, cu coadă lungă, cu penele de pe spate negre, iar cele de pe piept albe și care are un comportament foarte vocal (Pica pica sau Pica caudata); denumire populară: caragață.
- crab - nume generic pentru speciile a opt familii de crustacee decapode, cu abdomen scurt, lipsit de telson, îndoit sub cefalotoracele foarte lățit, de circa 0,5 cm – 1,7 m (luând în calcul și picioarele), dintre care mai cunoscută e specia Carcinus maenas (crabul verde).
- crap - pește de apă dulce din familia ciprinidelor, cu solzii mari, argintii-aurii, cu buza groasă și cu două perechi de mustăți pe falca superioară (Cyprinus carpio); altă denumire: ciprin.
- crevetă de apa dulce - vezi gamar.
- crevete - mic crustaceu înnotător cu abdomenul foarte dezvoltat și cu o carapace suplă, având carnea foarte apreciată.
- Cricetulus longicaudatus -  specie de rozătoare din familia Cricetidae, din China, Kazahstan, Mongolia și Rusia.
- croitor - vezi Cerambicide.
- Crotalinae - subfamilie ce aparține la Viperidae și din care face parte șarpele cu clopoței.
- crupă - partea anterioară a șoldurilor unor mamifere între șale și rădăcina cozii.
- crustă - înveliș împregnat cu săruri de calciu la unele vertebrate.

## D
- dafnie - (Daphnia) mic crustaceu de apă dulce, frecvent în zooplancton; sinonim: purice-de-apă.
- decapode:

- ordin de crustacee caracterizate prin prezența a 5 perechi de apendice (picioare) pentru mers (exemple: racul, crabul, homarul, langusta);
- ordin de cefalopode care au în jurul capului 10 tentacule (dintre care două sunt brațe prehensile) și prezintă un rudiment de cochilie (exemple: sepia, calmarul).
- dedițel-de-mare - vezi actinie.
- delfin - (Delphinus delphis) specie de mamifer din ordinul cetaceelor, cu corpul fusiform, fălci lungite și adaptat la viața acvatică.
- delfinul alb - cetaceu asemănător cu narvalul, de culoare albă, care trăiește în Oceanul Arctic (Delphinapterus leucas); altă denumire: beluga.
- demografie - studiul populațiilor de animale, în special schimbările acestora în timp: numărul indivizilor dintr-o populație, vârsta, sexul, rata de natalitate, rata de mortalitate, rata de migrație și structura genetică a populației.
- demonul de ciocolată - fluture din familia Hesperiidae (Ancistroides nigrita).
- diplopode - gen de artropode din clasa miriapodelor, care au câte două perechi de picioare pe fiecare segment al corpului.
- dipter - (despre insecte) cu două aripi și cu aparatul bucal adaptat pentru supt.
- diptere - ordin de insecte din care fac parte, muștele, tăunii și țânțarii, cu o singură pereche de aripi membranoase și o pereche de balansiere, servind pentru echilibru în timpul zborului.
- dominanță - poziția de putere și control social a unui animal asupra altor indivizi dintr-un grup, câștigată prin agresivitate, competiție sau negocieri sociale.

## E
- echinococ - (Echinococcus granulosus) vierme parazit din clasa cestodelor și care trăiește în intestinul câinilor, lupilor, vulpilor; produce boala numită echinicocoză.
- echinoderme - încrengătură de animale marine, nevertebrate, cu corpul alcătuit după un plan de simetrie pentaradiară; exemple: arici de mare, stea de mare, crin de mare.
- ectoderm:

- foiță embrionară externă;
- foiță epitelială externă a peretelui corpului la celenterate; este format dintr-un singur strat de celule.
- ectoparazit - (purice, ploșniță, păduche sau alt organism animal) care trăiește ca parazit pe suprafața corpului omului și al animalelor.
- efemere:

- (Ephemera) ordin de insecte cu corpul subțire și moale, terminat cu trei filamente lungi, cu două perechi de aripi transparente, care trăiesc ca adult câteva zile sau ore, iar ca larvă (acvatică) 2-3 ani; efemeride;
- (și la singular) insectă din acest ordin.
- egretă - (Egretta) gen de păsări migratoare de baltă, din ordinul ciconiiformelor, de culoare albă, cu spatele împodobit cu un mănunchi de pene ornamentale lungi (sinonim: stârc alb).
- Eirenis modestus - specie de șarpe din familia Colubridae, prezentă în câteva insule grecești, în Turcia, Siria, Armenia, Azerbaijan, Israel, Georgia și în regiuni din sud-vestul Rusiei.
- Eliomys melanurus - specie de rozătoare din Orientul Mijlociu, pe cale de dispariție.
- elitră - aripă anterioară sau acoperitoare la insectele coleoptere și care are rolul de a proteja aripile membranoase.
- embriologia animalelor - ramură a biologiei care studiază procesele și legile dezvoltării inividuale a organismelor animale (ontogeneza) începând de la celula-ou până la formarea organismului tânăr, precum și constituirea gameților, fecundația, fenomenele de regenerare, de partogeneză etc.
- embrion - organism aflat în cursul stadiilor inițiale ale dezvoltării sale, în perioada cuprinsă de la segmentarea oului până la ieșirea din învelișurile oului sau din organismul matern (stadiul de larvă, alevin, pui sau făt).
- endotermie - capacitate a organismelor homeoterme de a produce căldură.
- enzootie - răspândirea unei boli într-o populație de animale de pe un areal restrâns sau având un efectiv mic, eventual izolat de alte populații, ceea ce împiedică extinderea bolii respective.
- epitetul specific (sau al speciei) - vezi nume specific.
- etologie - știința care studiază comportamentul animalelor, în special comportamentul natural, în mediul lor natural sau în condiții similare.
- eucefal - (despre insecte) prevăzut cu un cap chitinizat, distinct de corp.
- euglenă - protozoar flagelat din apele dulci, prevăzut cu clorofilă.
- euhalin - (despre organisme) care trăiește numai în apele sărate.

## F
- falconiforme - (Falconiformes) ordin de păsări răpitoare de zi, bune zburătoare, cu cioc puternic, arcuit, cu gheare ascuțite și încovoiate, din care fac parte: vulturii, pajurile, ulii, șoimii, șoricarii și găile (sinonim: răpitoare de zi).
- faună - totalitatea animalelor de pe un anumit teritoriu (și eventual dintr-o anumită perioadă din istoria Pământului) și care constă din animale autohtone și animale imigrate.
- faur - vezi elateride.
- fazan - (Phasianus colchicus) specie de pasăre din ordinul galiformelor, de mărimea unei găini, cu coada lungă.
- fecundație - proces care constă în unirea gametului mascul (spermatozoid) cu cel femel (ovul), în urma căreia se formează oul fecundat; fecundația poate fi internă (când se produce în interiorul organismului femel, cum ar fi la păsări, la mamifere) sau externă (când se produce în afara organismului femel, cum ar fi la pești).
- fecunditate - capacitate a animalelor de a se reproduce și de a da cu regularitate descendenți normali.
- ferestraș (sau ferăstraș) mare - vezi bodârlău.
- fibrocartilaj - cartilaj al osului copitei așezat vertical în partea posterioară a acestuia.
- fildeș - substanță osoasă dură și foarte compactă, din care sunt constituiți colții (defensele) de elefant.
- filiform - (despre forma unui organ) care este lung și subțire, în formă de fir, de exemplu: antenele insectelor.
- fitness⁠(d) - gradul în care un individ este adaptat la mediul înconjurător și capabil să supraviețuiască și să se reproducă cu succes.
- fitofag - animal care se hrănește cu plante (frunze, flori, tulpină).
- florinte - vezi brotăcel.
- fluture - nume generic dat insectelor din ordinul lepidopterelor, care au corpul bombat sau alungit și catifelat, patru aripi membranoase acoperite cu solzi foarte mărunți de culori diferite și un aparat bucal adaptat pentru supt.
- fotofor - organ luminos la coleoptere.

## G
- gaial - formă domesticită a gaurului și care trăiește în insulele indoneziene, fiind utilizat ca animal de tracțiune.
- gaie - nume dat păsărilor răpitoare de zi, asemănătoare cu uliul, dar cu coada bifurcată, din care fac parte: gaia roșie (Milvus milvus) și gaia neagră (Milvus migrans) (sinonim: șorliță).
- gaiță - (Garrulus glandarius) pasăre din familia corvidelor, de mărimea unei ciori, colorată brun-roșcat și cu coada neagră.
- gaiță de munte - (Nucifraga caryocatactes) pasăre de culoarea brună-întunecată, presărată cu pete albe și care trăiește în pădurile de conifere din Munții Carpați (sinonim: alunar).
- gamar - mic crustaceu din apele dulci stătătoare sau din pâraie; sinonim: crevetă de apa dulce.
- ganglioni cerebroizi - ganglioni care la unele animale inferioare, ca insectele, au aceeași funcție ca sistemul nervos central la animalele superioare.
- ganoid - (despre solzi) acoperit cu smalț și de formă rombică.
- gălbenuș - partea centrală, sferică, de culoare galbenă, a oului de pasăre și de reptilă, bogată în substanțe nutritive.
- gândac bondoc - vezi histeride.
- gândacul-frasinului (sau gândac-de-frasin) - vezi cantaridă.
- Gerbilus cheesmani - specie de rozătoare din Peninsula Arabică și Iran.
- gheară rudimentară - deget aflat la piciorul mai multor animale (mamifere, păsări și reptile) și care crește mai sus pe picior decât restul degetelor.
- glandă odorantă - glandă exocrină prezente la majoritatea mamiferelor, care produce secreții odorante mirositoare pentru atragerea sexelor aceleiași specii în perioada de rut.
- Glandirana susurra - specie de broască din insula Sado.
- gogoașă - înveliș format din fire mătăsoase, secretate de larvele unor insecte (lepidoptere, himenoptere) și în interiorul căreia larva se transformă în nimfă (vezi și cocon).
- gogoașă de mătase - înveliș protector caracteristic viermilor de mătase.
- Grammoa - gen de molii din familia Lymantriinae.
- grădină zoologică - unitate în care se țin animale care aparțin unor specii sălbatice pentru a fi prezentate publicului.

## H
- haină de nuntă - înfățișare deosebită a masculilor (rareori a femelelor), la unele specii de vertebrate în perioada împerecherii; fenomenul se poate remarca și la unii pești (ketă, gorbușă, boarcă) și al unele păsări (rațe sălbatice, stârci).
- hamsie - (Engraulis encrassicolus) specie de pește teleostean din ordinul clupeiformelor, care trăiește în bancuri masive în Marea Neagră, Marea Mediterană și alte mări și oceane.
- Hemidactylus romeshkanicus - specie de gecko din Iran.
- hemocel - cavitate a corpului la unele nevertebrate, originară din fragmentarea mezodermului sub formă de sinusuri sau lacune pline cu sânge în blastocel.
- hermafroditism - prezența ambelor sexe la același individ, de exemplu la unele animale nevertebrate (hidra, melcul, râma), la animalele superioare și la om fiind considerat patologic; sinonime: androginie, bisexualitate.
- herm(el)ină - animal carnivor asemănător cu nevăstuica, având blana cafenie vara, albă, fină și lucioasă iarna (Mustela erminea); sinonim: cacom.
- hidrobion - vas folosit pentru transportul peștilor vii, uneori prevăzut cu instalații pentru aerisirea apei.
- hidrari - ordin de celenterate marine, cu excepția hidrei de apă dulce.
- hidră - celenterat care trăiește pe fundul apelor dulci și se fixează cu ajutorul unui disc.
- hidrotecă - fiecare dintre căsuțele chitinoase în care sînt adăpostiți polipii hidrozoarelor.
- hidrozoare - clasă de celenterate marine și de apă dulce: hidrele și meduzele.
- hidrozom - totalitate a hidrotecilor care constituie o colonie fixată de hidrozoare.
- hipocamp - vezi cal de mare.
- Hippoglossus hippoglossus - vezi cambula uriașă.
- histeride - familie de coleoptere cu corpul lat, lucios, chitinos (Histeridae); denumire populară: gândaci bondoci.
- holoturie - clasă de echinoderme cu corpul moale și alungit, care trăiește pe fundul mărilor (Holothuroidea); altă denumire: castravete de mare.
- homar - (Homarus vulgaris) crustaceu marin cu zece picioare, comestibil, asemănător cu racul.
- homoptere - ordin de insecte cu două perechi de aripi asemănătoare, membranoase (exemple: puricii de plante, filoxera).
- Hysibada - gen de molii din familia Lymantriinae.

## I
- iac - (Poephagus grunniens) specie de mamifer din familia bovidelor, cu corpul masiv, cu o cocoașă pe ceafă, folosit ca animal de tracțiune în Asia Centrală.
- ibis - (Threskiornis aethiopica) specie de pasăre din ordinul ciconiiformelor, de culoare albă, răspândită în Africa tropicală și care se hrănește cu insecte.
- icre - denumire dată ovulelor produse de glandele genitale ale peștilor.
- icre negre - icre de culoare cenușie-închisă sau neagră, extrase din acipenseride.
- iepure de Sumatera - specie de iepure din pădurile din vestul Sumatrei, Indonezia (Nesolagus netscheri).
- ieruncă - pasăre cu penele brune-roșcate împestrițate cu pene albe, negre și cenușii, cu un cerc roșu în jurul ochilor și cu un moț pe cap, vânată pentru carne (Tetrastes bonasia); altă denumire: brădioară.
- ihtiofag - care se hrănește (exclusiv) cu pește.
- imprimare (sau imprinting⁠(d)) - procesul psihologic prin care un animal tânăr formează o legătură puternică cu o anumită ființă, obiect sau mediu, în primele stadii ale vieții și care poate fi important pentru dezvoltarea comportamentului social și adaptarea la mediul înconjurător.
- instinct - comportamentul înnăscut și ereditar pe care îl manifestă un animal fără a fi învățat sau exersat în prealabil; este determinat genetic și este adesea legat de nevoile de supraviețuire.
- Ivela - gen de molii din familia Lymantriinae.
- izodactil - cu degete egale.
- izopode - ordin de crustacee acvatice sau terestre, cu șapte segmente toracice și cu toate picioarele la fel conformate.
- izoptere - ordin de insecte polimorfe cu corpul moale, cu mandibule puternice și cu aripi egale, incluzînd termitele.

## Î
- învățare - capacitatea unui animal de a dobândi noi comportamente și de a se adapta la mediul înconjurător prin experiență și experimentare.

## J
- jaguar - (Felis onca) specie de mamifer carnivor din familia felidelor, acoperit cu blană galben-roșiatică, care trăiește în America Centrală.
- jder - (Martes martes) specie de mamifer carnivor din familia mustelidelor, asemănător cu dihorul și care trăiește în pădurile din Europa.

## K
- keta - (Oncorhynchus keta) specie de pește teleostean, înrudit cu păstrăvul, din care se obțin icrele de Manciuria.
- kiwi  - (Apteryx australis) specie de pasăre din ordinul apterigiformelor, lipsită de capacitatea de a zbura și care trăiește în pădurile din Noua Zeelandă, fiind pe cale de dispariție.

## L
- laban - (Mugil cephalus) specie de pește din ordinul mugiliformelor, având carnea și icrele foarte apreciate; vezi și balaban.
- labiu(m) - buza inferioară a insectelor sau a animalelor.
- labrum - buza superioară a insectelor sau a animalelor.
- lamantin - (Mantus) gen de mamifere din ordinul sirenienilor, cu corpul fusiform, asemănătoare cu foca.
- lamelibranhiate - vezi bivalve.
- lapți - glande sexuale masculine la pești, cu aspect de masă gelatinoasă alb-lăptoasă.
- lătăúș - (Gammarus pulex) mic crustaceu care trăiește în apele dulci, cu capul turtit lateral și încovoiat.
- Lepus mandshuricus - specie de mamifere din familia Leporidae, întâlnită în China și Rusia și posibil și în Coreea de Nord.
- Lepus oiostolus - specie de iepure de câmp care trăiește în vestul și centrul Chinei, nordul Nepalului și nordul Indiei.
- Lepus peguensis - specie de iepure de câmp, întâlnită în Cambodgia, Laos, Myanmar, Thailanda și Vietnam.
- Lepus tibetanus - specie de iepure de câmp care trăiește în nord-vestul Chinei și în țările învecinate.
- libelulă - ordin de insecte cu corpul lung și subțire, cu capul mare și cu aripile străvezii, care trăiesc de obicei pe lângă ape; sinonime: cal-de-apă, calul-popii, cal-turtit.
- limbric - vezi ascarizi.
- Limnomys sibuanus - specie de rozătoare din familia Muridae, întâlnite în Filipine.
- limnea (sau limnee) - (Lymnaea stagnalis) moluscă gasteropoda de apă dulce, cu cochilia spiralată si ascuțită.
- lipitoare:

- (Hirudo medicinalis) specie de vierme anelid din apele dulci, cu corpul alungit, prevăzut la cele două capete cu câte o ventuză, care se hrănește cu sângele animalelor de al caror corp se lipește;
- (Caprimulgus europaeus) pasăre călătoare arboricolă, nocturnă, din ordinul Caprimulgiformes de culoare brună-cenușie, cu pete brune sau roșietice, care se hrănește cu insecte; denumire populară: mulge-capre.
- lucifob - (despre unele animale) care se ferește de lumină.
- lumină animală - lumină produsă de unele organisme animale pe baza energiei chimice a unor substanțe.
- lupul-vrăbiilor - vezi sfrâncioc.

## M
- macac - (Macacus) gen de maimuțe catariniene, care trăiesc în sudul și în sud-estul Asiei.
  - Macaca arctoides - specie de macac din Asia de Sud.
- macropod:

- care are picioarele, labele sau aripioarele înotătoare lungi;
- specie de pești viu colorati din apele dulci ale Indochinei.
- madreopari- hexacoralieri coloniali, foarte rar solitari, cu aspect de arbore și cu scheletul format din calcar alb și care trăiesc în mările calde.
- magot - (Macacus sylvanus) specie de maimuță înrudită cu macacul, lipsit de coadă și care trăiește în nord-vestul Africii și pe stânca Gibraltarului.
- manta - (la gasteropode) răsfrângere a tegumentului care căptușește cochilia; palium.
- marsupiale - grup de mamifere inferioare lipsite de placentă (Metatheria); alte denumiri: aplacentare, metateriene.
- Mediodactylus aspratilis - specie de șopârlă din familia Gekkonidae din sud-vestul Iranului.
- Mediodactylus heteropholis - specie de șopârlă din familia Gekkonidae din nord-estul Irakului și vestul Iranului.
- Mediodactylus ilamensis - specie de șopârlă din familia Gekkonidae din sud-vestul Iranului.
- Mediodactylus stevenandersoni - specie de șopârlă din familia Gekkonidae din sud-vestul Iranului.
- melanocit - celulă care pigmentează pielea, părul sau penele vertebratelor.
- metamer:

- fiecare dintre elementele constitutive ale corpului viermilor anelizi și artropodelor, asemănătoare ca structură și așezate succesiv; vezi și segment;
- segment primitiv al embrionului.
- metamerie - împărțire a corpului unor animale în segmente asemănătoare, care se succedă; divizare a mezodermului și a corpului în metamere.
- metateriene - vezi marsupiale.
- metazoare - încrengătură care cuprinde animalele cu celule diferențiate.
- mezoblast - strat celular din embrionul animalelor, care se află între stratul extern și cel intern.
- mezoglee - strat intermediar gelatinos situat între straturile celulare externe și interne ale corpului spongierilor și celenteratelor.
- Microrgyia - gen de molii din familia Lymantriinae.
- migrație - deplasarea sezonieră a animalelor dintr-un loc în altul în căutarea hranei sau a unui mediu mai favorabil.
- mimetism - comportamentul de imitare al unui animal al unor caracteristici fizice sau comportamentale ale altor animale pentru a se proteja sau pentru a obține avantaje în interacțiunea cu mediul înconjurător.
- monodont - prevăzut cu un singur dinte.
- mops - vezi buldog.
- mulge-capre - vezi lipitoare (pasăre).
- musca cenușie de carne - (Sarcophaga carnaria) insectă de culoare cenușie, care depune larvele pe alimente, pe carne etc.
- musca cireșelor - (Rhagoletis cerasi) insectă de culoare neagră care depune ouă în cireșe în perioada coacerii (Rhagoletis cerasi).
- musca columbacă - (Simulium colombaschense) insectă de circa 5 mm lungime, care inoculează la vite și la oameni o substanță foarte toxică.
- musca de cal - (Hippobosca equina) insectă de culoare brună-roșcată, parazită pe suprafața corpului unor animale.
- musca de făină - (Acarus siro, veche denumire: Ttyroglyphus farinae) - specie de muște a cărei prezență în făină poate provoca dermatite lucrătorilor din morile de cereale.
- musca țețe - (Glossina palpalis) insectă din Africa ecuatorială, care transmite boala somnului.
- musca verde - (Lucilia caesar) insectă de culoare verde, cu reflexe metalice, care depune ouăle pe cadavre, pe alimente (mai ales pe carne).
- muscă - denumire dată mai multor genuri de insecte cu aparatul bucal adaptat pentru supt, dintre care cea mai cunoscută (Musca domestica) trăiește în spațiul domestic.
- muscă albastră - (Calliphora vomitoria) specie de muscă mare, cu abdomenul albastru lucios, care își depune ouăle pe cadavre, pe alimente etc.
- muscă bețivă - (Drosophila funebris sau fenestrarum) insectă mică, care trăiește în roiuri și își depune ouăle în must.
- muscă de varză -  insectă ale cărei larve atacă varza și alte plante din familia cruciferelor.
- Myodes shanseius - specie de rozătoare din familia Cricetidae și care trăiesc în China.
- Myodes smithii - specie de rozătoare din familia Cricetidae și care trăiesc în Japonia.

## N
- nagâț - pasăre migratoare de baltă de mărimea unui porumbel, cu penele negre-verzui pe spate și pe piept, albe pe pântece și cu un moț negru în creștet (Vanellus vanellus); altăv denumire: bibic.
- nanism insular - fenomen evolutiv care apare în populațiile de animale care trăiesc pe insule sau în alte medii izolate, unde acestea tind să devină mai mici în dimensiuni comparativ cu rudele lor continentale și acesta în special din cauza resurselor limitate.
- narval - (Monodon monoceros) specie de mamifer cetaceu asemănător cu delfinul și care are, la falca superioară un canin, lung de 3 metri, cu aspect de corn.
- nauplius - prima formă (fază) larvară caracteristic tuturor crustaceelor; are un ochi și trei perechi de apendice, care ulterior se transformă în antenule, antene și mandibule.
- nautiloidee - ordin de cefalopode fosile și actuale, cu cochilia împărțită în loje, prin septe a căror concavitate este îndreptată spre camera de locuit.
- nautilus - ordin de cefalopode din ordinul nautiloideelor, cu cochilia externă plan-spiralată.
- năpârcă -  șopârlă cafenie, neveninoasă, care, neavând picioare, seamănă cu un șarpe mic (Anguis fragilis); alte denumiri: șopârla apodă, șarpele de sticlă, viermele orb.
- nervură - fiecare dintre fibrele cornoase, ramificate în formă de rețea, care străbat membrana aripii unor insecte.
- Nesokia indica - specie de rozătoare din familia Muridae, din Asia și Africa de Nord.
- neurulă - stadiu caracteristic în dezvoltarea embrionară a cordatelor, în timpul căruia se formează tubul neural din care se va dezvolta sistemul nervos central; stadiul de neurulă urmează după cel de gastrulă.
- Numenoides - gen de molii din familia Lymantriinae.
- nume specific - a doua parte (al doilea nume) din numele științific a unei specii (un binomen); alte denumiri: epitetul specific, epitetul speciei.

## O
- oaie - animal rumegător din familia cavicornelor, subfamilia ovideelor, crescut pentru lână, carne, lapte.
- oceli - ochi foarte simpli și mici la nevertebrate, având adesea pigmenți și cristalin; se găsesc la meduze, la viermi și la artropode.
- ochiul-boului - (Troglodytes troglodytes) specie de pasăre din ordinul paseriformelor, care se hrănește cu insecte și cu păianjeni; este denumită improriu pănțăraș și pitulice.
- ochiul-păunului - fluture de noapte care are pe aripi pete rotunde, colorate, asemănătoare cu cele de pe coada păunului (Saturnia pyri).
- Ochotona hyperborea - specie de lagomorfe care se găsesc în China, Japonia, Mongolia.
- oligochete - (Oligochaeta) clasă de anelide terestre sau de apă dulce, cu corpul acoperit cu puțini perișori chitinoși, cea mai cunoscută fiind râma (Lumbricus terrestris).
- ombrofil - vezi sciafil.
- ondatră - vezi bizam.
- orientare transversală - modul în care insectele (în special moliile) își mențin o traiectorie de zbor constantă în raport cu o sursă de lumină naturală sau artificială, păstrând un unghi fix între corpul lor și razele luminoase⁠(d).
- Ornithopsyche - gen de molii din familia Lymantriinae.
- ortocefal - care are capul drept.
- ortocefalie - cazul în care cutia craniană are un index vertical între 70° și 75°.
- ortoptere - ordin de insecte cu elitre pergamentoase și cu picioare posterioare lungi, adaptate la sărit.
- osatură - vezi schelet.
- otocel - veziculă auditivă, specifică nevertebratelor.
- otocist - organ auditiv la nevertebrate, format dintr-o veziculă cu otolite (sinonim statocist).
- otolit - corpuscul calcaros din labirintul urechii animalelor nevertebrate, servind la formarea senzației de echilibru.
- ou - celulă rezultată dintr-un ovul fecundat de un spermatozoid și din care se poate dezvolta un nou individ.
- oxiur - vierme parazit care trăiește în intestinul omului și al animalelor, având partea terminală ascuțită.

## P
- pagúri - denumire dată unor crustacee decapode marine, cu abdomenul moale, adăpostite în cochilii părăsite de gasteropode; unii paguri trăiesc în simbioză cu dediței de mare sau cu spongieri.
- pajură - vezi acvile.
- paleozoologie - parte a paleontologiei care se ocupă cu studiul complex al organismelor animale fosile și al evoluției acestora în decursul timpului geologic.
- palium - vezi manta.
- pană - fiecare dintre formațiile epidermice cornoase care acoperă corpul păsărilor, servind la protecția lui și la zbor, compusă dintr-un cotor pe care sunt așezate simetric, de-o parte și de alta, fire (pufoase).
- parameci - protozoar ciliat din clasa infuzorilor, care trăiește în apele dulci stătătoare.
- Parapalta - gen de molii din familia Geometridae.
- Paraproctis - gen de molii din familia Lymantriinae.
- Parsigecko - gen monotopic de șopârle din familia Gekkonidae, din sudul Iranului.
- pasăre-rinocer - vezi calao.
- păducel - insectă parazită care trăiește pe plante sau pe corpul unor mamifere (Leptus autumnalis).
- păpăludă - vezi caprimulg.
- păsări alergătoare - păsări din țările calde, cu picioarele lungi, care se deplasează prin alergare; exemple: struțul, cazuarul.
- pânză de păianjen - structură creată de un păianjen din fire de mătase, în special pentru a prinde prada.
- pârș cenușiu - specie din genul Glis al familiei Gliridae, care se întâlnește în cea mai mare parte a Europei.
- pedicul - parte îngustă și prelungă care servește de suport unei tumori, unui organ sau (la insecte) unei părți din corp.
- pedogeneză - mod de reproducere la crustacee prin înmulțire în stare larvară.
- Pelochelys cantorii - specie de țestoasă de apă dulce din familia Trionychidae, nativă în Asia de Sud-Est.
- penaj de eclipsă - formă a penajului postnupțial (haina de vară) întâlnit la unele specii de păsări după reproducere.
- perniță plantară - fiecare din cornificările cărnoase și glabre pe talpa mamiferelor care au un rol protector, amortizant, izolant și odorant.
- pețiol - termenul tehnic pentru talia îngustă a unor insecte hienoptere, în special furnici, albine și viespi din subordinul Apocrite.
- Phaiomys leucurus - specie de rozătoare din familia Cricetidae și care trăiesc în India, Nepal și China.
- Phloeomys pallidus - specie de rozătoare din familia Muridae, de pe Insula Luzon, Filipine.
- pietrar:

- (Aspro zingel) pește răpitor cu corpul în forma de fus, de culoare galbenă pe aripioare și brună spre coadă, care trăiește în apele dulci adânci cu fundul pietros sau nisipos;
- denumire generică pentru mai multe păsări de genul Oenanthe, una dintre cele mai cunoscute fiind pietrarul cu creastă albă (Oenanthe leucopyga).
- Pilosa - ordin de mamifere placentale din supraordinul Xenarthra.
- pisciform - care are formă de pește.
- pișcar - vezi cicar.
- plagiostomi - subclasă de pești marini cu schelet cartilaginos, cu corpul acoperit cu solzi placoizi și cu gura în formă de deschizătură transversală.
- planarie - (Planaria) gen de vierme platelmint, cu corpul oval-alungit, lung de 1-2 cm și cu mare putere de regenerare, care trăiește mai ales în râuri de munte și de deal.
- planorbis - moluscă gasteropodă de apă dulce cu cochilie spiralată într-un singur plan, care trăiește în ape dulci.
- polip - nume generic dat animalelor celenterate de forma unui săculeț, cu un orificiu buco-anal înconjurat de tentacule, care trăiesc fixate.
- pontă - proces de eliminare și de depunere a icrelor la pești și a ouălor la insecte, păsări, la reptile etc.
- popândău (european) - mamifer rozător mic de câmpie cu ochii mari, cu corpul lung până la 20 cm, cu blana de culoare galbenă-cenușie și cu coada stufoasă, dar mai scurtă decât a veveriței (Citellus citellus sau Spermophilus citellus).
- porc-de-apă - vezi capibara.
- porcușor de Guineea - vezi cobai.
- prădător - animal care vânează, capturează și consumă alte animale, denumite pradă, pentru a se hrăni.

- prădător de vârf - animal care se află în vârful lanțului trofic dintr-un ecosistem și nu are dușmani naturali capabili să-l vâneze în mod obișnuit; exemple: leul, tigru, lupul, rechinul alb, vulturul pleșuv.

- prehensil - (despre organe animale) care are facultatea de a apuca, de exemplu: coada unei maimuțe..
- prigoare sau prigorie - vezi albinar.
- Proedromys bedfordi - specie de rozătoare din familia Cricetidae și care trăiesc în China.
- prosomă - vezi cefalotorace.
- protorace - primul segment al toracelui la insecte.
- pungă bucală - vezi sac bucal.
- purice-de-apă - vezi dafnie.

## R
- ramură - fiecare dintre ramificațiile coarnelor unor animale.
- Rattus nitidus - specie de rozătoare din familia Muridae, întâlnite în Extremul Orient.
- Rattus tiomanicus - specie de rozătoare din familia Muridae, întâlnite în Extremul Orient.
- rădașcă - insectă din ordinul coleopterelor, de culoare neagră-castanie, masculul prezentând două mandibule puternice ca niște coarne de cerb (Lucanus cervus); alte denumiri: răgace, cerbar.
- răgace - vezi rădașcă.
- răpitoare de zi - vezi falconiforme.
- rechin - nume generic dat unor pești marini răpitori (printre cei mai cunoscuți fiind Carcharias glaucus), cu corpul acoperit de solzi mărunți și cu scheletul cartilaginos.
- regnul Animalia (sau regnul animal) - una din cele trei mari diviziuni ale corpurilor din natură, care cuprinde totalitatea animalelor.
- regula lui Bergmann - teorie care afirmă că, în cadrul unei specii sau al unui grup de specii strâns înrudite, indivizii care trăiesc în zone cu climă rece (latitudini mari sau altitudini mari) tind să să aibă dimensiuni mai mari decât cei din zonele cu climă caldă.
- Rhabdophis swinhonis - specie de șarpe veninos din Taiwan.

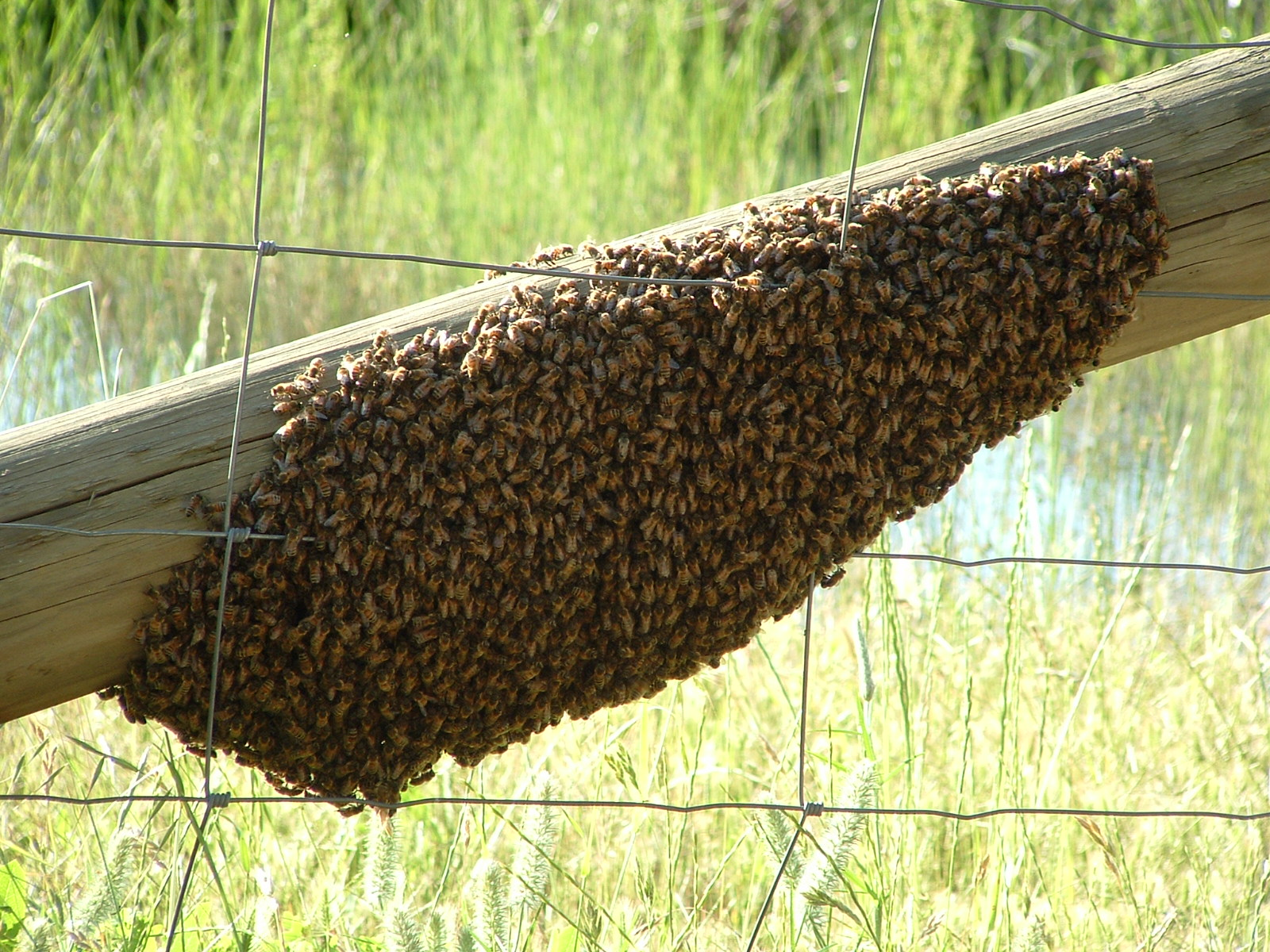
Roi de albine

- roi:

- grup compact de albine, ieșite din stup împreună cu matca lor în căutarea unui adăpost nou;
- mulțime de insecte sau de păsări mici care zboară în grupuri.
- rotifere - (Rotifera) clasa de viermi nematelminți de apă dulce, foarte mici, cu gura înconjurată de cili vibratili.
- rut - stare fiziologică la animale, corespunzătoare perioadei de activitate sexuală, de durată și periodicitate variabilă, în timpul căreia se petrec unele transformări ale aparatului genital.

## S
- sac bucal (sau sac buccinator) - una din două pungi laterale aflate în cavitatea prebucală (camera anterioară a cavității bucale) cuprinse în peretele obrajilor la unele rozătoare care servesc la înmagazinarea temporară a alimentelor; alte denumiri: buzunar bucal, pungă bucală, sac genal, sac malar.
- saci aerieni - organe în formă de sac, caracteristice păsărilor, care provin din dilatarea pereților plămânilor; prin aerul care intră în sacul aerian se facilitează respirația și scade greutatea specifică a corpului în timpul zborului.
- sac genal - vezi sac bucal.
- sac malar - vezi sac bucal.
- sac vitelin - anexă sferică sau piriformă de pe fața ventrală a embrionului peștilor selacieni și teleosteeni, a reptilelor, păsărilor și mamiferelor, care cuprinde vitelusul nutritiv sau gălbenușul oului și al cărei perete este format din cele trei foițe embrionare.
- Saint-Bernard - rasă de câini originară din Elveția, de talie mare, cu părul lung, de culoare albă, cu pete roșcate, dresați special pentru descoperirea persoanelor rătăcite (iarna) în munți; sinonim: bernardin.
- salamandră - (Salmandra salamandra) specie de amfibian din ordinul urodelelor, cu corpul de culoare neagră, cu pete galbene și laturile inelate și al cărei tegument secretă o substanță iritantă.
- schelet -  totalitatea oaselor care susțin corpul unui vertebrat; altă denumire: osatură.
- sc(h)ia(do)fil - . (despre animale) care trăiește în condiții de lumină slabă;  sinonime: sciofil, scotofil, ombrofil.
- scifozoare - vezi acalefe.
- sciofil - vezi sciafil.
- scoică de baltă - vezi anodontă.
- scotofil - vezi sciafil.
- scut - formație chitinoasă de protecție (epidermică sau scheletică) a corpului unor viețuitoare.
- segment - fiecare dintre inelele (sau părțile) care alcătuiesc corpul unor viețuitoare.
- Selevinia betpakdalaensis - specie de rozătoare din familia Gliridae și care trăiește în Asia centrală.
- sfrâncioc - (Lanius) gen de păsări călătoare, insectivore-răpitoare, cu jumătatea superioară a ciocului curbată peste cea inferioară; sinonime: berbecel, lupul-vrăbiilor.

- sfrâncioc mare - pasăre cenușie pe spate, alburie pe pântece, cu pete negre pe coadă, pe aripi și în dreptul ochilor; (Lanius excubitor); denumiri populare: capra-dracului, lupul-vrăbiilor.

- sifon - organ de locomoție sau de circulație în formă de pâlnie la unele animale acvatice inferioare.
- simieni - vezi antropoide.
- singenetic - (despre animale) care provine din aceeași linie pură; gemeni univitelini.
- singhil - vezi chefal.
- Siricide - familie de himenoptere primitive, din subordinul Symphytes, suprafamilia Siricoidea, răspândite în Emisfera nordică; altă denumire: viespe de lemn.
- sociabilitate - gradul în care un animal preferă să trăiască în grupuri și să interacționeze cu alți membri ai speciei sale.
- solz - fiecare dintre plăcile mici, dure și lucioase, de natură tegumentară, care, suprapunându-se parțial, acoperă corpul celor mai mulți pești, al celor mai multe reptile, picioarele păsărilor și anumite părți ale corpului unor mamifere.
- spermaceti - vezi spermanțet.
- spermanțet - substanță unsuroasă albă, cu aspect de ceară, extrasă din craniul cetaceelor și întrebuințată, mai ales, la fabricarea lumânărilor, a unor unguenți și a produselor cosmetice; alte denumiri: ceară de balenă, cetaceum, spermaceti.
- spongieri - încrengătură de nevertebrate marine, rar dulcicole, fixate de stânci, cu formă variată și cu scheletul constituit din spicule și bastonașe silicioase, calcaroase sau din fibre de spongină (Spongiaria); altă denumire: bureți (de mare).
- spongil(ă) - (Spongilla) gen de bureți de apă dulce.
- spongínă - substanță cornoasă secretată de anumite celule din mezoglee la unii spongieri.
- statocist - vezi otocist.
- stârc - denumire dată mai multor specii de păsări de baltă din ordinul ciconiiformelor, cu regim alimentar ihtiofag.
- stârc alb - vezi egretă.
- stârc cenușiu - (Ardea cinerea) pasăre de mărimea unei berze, cu spatele și cu aripile cenușii și cu câte un smoc de pene negre înapoia ochilor; sinonim: bâtlan.
- stârcul de noapte - (Nycticorax nycticorax) pasăre de mărimea unui corb, cu picioarele relativ scurte; are ceafa și spatele negre, aripile cenușii, pieptul alb și 2-4 pene lungi pe cap.
- stârcul roșu - (Ardea purpurea) specie de pasăre mai mică decât stârcul cenușiu, cu capul, gâtul și cu pieptul de culoare roșcată, străbătute în lungime de dungi negre.
- stea de mare - animal marin având cinci brațe radiare (Asterias); sinonim: asterie.
- stereospondili - subordin de amfibieni stegocefali fosili, care au trăit din devonian până în triasic, cu craniul complet osificat și cu vertebre puternice rezultate din contopirea mai multor piese.
- stigmă - organit fotosensibil al flagelatelor, în formă de pată roșie lângă corpusculul bazal, care servește la orientarea animalului spre lumina cea mai potrivită.
- stridie - specie de moluscă (Ostrea edulis) lamelibranhiată comestibilă, cu valvele inegale, care trăiește fixată pe stânci în mările calde și temperate.
- stridulație⁠(d) - sunetul produs de unele insecte (în special greierii) prin frecarea mecanică a unor părți specializate ale corpului, în special pentru comunicare, apărare sau atragerea partenerilor.[necesită citare]
- Stylodipus andrewsi - specie de rozătoare din familia Dipodidae, din China și regiunile învecinate.
- Stylodipus telum - specie de rozătoare din familia Dipodidae, din China Kazahstan, Rusia, Turkmenistan, Ucraina și Uzbekistan.
- sucitoare - vezi capîntors.
- superprădător - animal aflat la vârful lanțului trofic, care nu are prădători naturali semnificativi și joacă un rol esențial în menținerea echilibrului ecosistemului; acești prădători controlează populațiile speciilor de pradă, influențând indirect structura și sănătatea habitatului în care trăiesc; sinonim: prădător de vârf.
- Synapsida - grup de vertebrate tetrapode care cuprinde mamiferele actuale și rudele lor fosile, din clada Amniota.

## Ș
- șacal - (Canis aureus) specie de mamifer carnivor din familia canidelor, asemănător cu lupul, cu coada mai scurtă și cu botul ascuțit.
- șalază - filament albuminos care suspendă gălbenușul de ou în învelitorile lui.
- șarpe - (la plural) ordin de reptile lipsite de membre, cu corpul cilindric, cu fălcile articulate mobil de craniu, dând posibilitatea gurii să se deschidă larg (Serpentes).
  - șarpe cu clopoței - specie de șarpe veninos din America de Nord, lung până la doi metri, a cărui coadă este prevăzută cu solzi comoși care produc un zgomot caracteristic (Crotalus horridus).
  - șarpe-cu-ochelari - vezi cobră.
  - șarpe de alun - șarpe neveninos, lung de circa 1 m, cu o bandă neagră pe laturile capului, care trăiește prin pădurile de alun și prin locuri stâncoase (Cornelia austriaca).
  - șarpe de casă - specie de șarpe neveninos, lung de circa 1,60 m, cu două pete galbene pe ceafă, care trăiește mai ales în regiunile inundabile, pe lângă casă  (Natrix natrix).
  - șarpele de sticlă - vezi năpârcă.
- șfei - vezi boarță.
- șinșilă - mamifer rozător din America de Sud, asemănător cu veverița, vânat pentru blana lui cenușie foarte prețioasă (Chinchila lanigera); alte denumiri: cincila, chinchila.
- șoarece - denumire dată unor rozătoare din familia muridelor; fiind dăunători și transmițători de boli infecțioase, împotriva acestora se iau măsuri de combatere (deratizare).
- șobolan - denumire dată unor rozătoare de talie mijlocie, cu coada lungă, acoperită cu solzi în formă de inele; fiind dăunători și transmițători de boli infecțioase, împotriva acestora se iau măsuri de combatere (deratizare).
- șopârla apodă - vezi năpârcă.
- șopârlă - (Lacerta) gen de reptile din ordinul saurienilor, cu capul și cu abdomenul acoperite de plăci cornoase, iar pe spate cu solzi mărunți.
- șorliță - vezi gaie.

## T
- tapír - (Tapirus) gen de mamifere imparicopitate, cu buza superioară și nasul contopite într-o trompă scurtă; trăiește în America de Sud și în Extremul Orient.
- tardigrada - grup de animale nevertebrate edentate (arahnide) foarte mici, care trăiesc în mușchi sau licheni sau în apele dulci ori sărate; au corpul oval, acoperit cu o cuticula chitinoasă și se deplaseaza greoi cu ajutorul a patru perechi de picioare scurte, conice, terminate cu gheare.
- tarpán - (Equus gmelini) specie sălbatică de cai răspândită în stepe din jurul Mării Negre.
- tars - parte terminală a piciorului insectelor, alcătuită din 1-5 articole și terminată cu unul sau două gheare.
- tatú - denumire dată unor specii de mamifere edentate din America de Sud, cu spatele și flancurile acoperite de cuirasă osoasă formată din mai multe plăci mobile.
- taur sălbatic - vezi bour.
- tăun - denumire generică dată unor insecte diptere din familia tabanidelor; pot fi vectori ai unor boli virotice și bacteriene (dalac, pesta bovinelor, anemia infecțioasă a cailor, unele babesioze sau tripanosomiaze).
- teleostéeni - grup de pești caracterizați prin coloana vertebrală și craniul complet osoase, corpul acoperit cu solzi osoși și înotătoarea codală divizată în două părți (homocercă) (exemple: crapul, șalăul, somnul, guvidul, pălămida, stavridul, somonul).
- telsón:

- ultimul segment abdominal la raci, care formează, împreună cu apendicele segmentului anterior, înotătoarea codală;
- segmentul terminal al cozii scorpionilor, care poartă acul veninos.
- tentacul - fiecare dintre apendicele mobile, nearticulate, musculoase și sensibile ale unor animale (acvatice), care servește la pipăit, la apucat prada și uneori la deplasare.
- teoria gastréii - teorie emisă de Ernst Haeckel prin care se încearcă reconstituirea filogeniei animalelor superioare prin analogie cu ontogenia acestora.
- teritorialitate - comportamentul prin care un animal își stabilește și își apără teritoriul împotriva altor animale.
- teritoriu - zona geografică ocupată de un animal sau un grup de animale, pe care o consideră propria lor sursă de hrană, adăpost și potențiali parteneri de reproducere.
- tezaurizare - comportamentul în care animalele colectează și depozitează în mod intenționat obiecte sau materiale valoroase, cum ar fi proviziile.
- torpilă - (Torpedo marmorata) pește marin cu schelet cartilaginos, cu corpul turtit dorsal și ventral, capabil să producă la atingere, descărcări electrice cu care își ucide prada.
- Trachidermus fasciatus - specie de pește din suprafamilia Cottoidea și singurul membru al taxonului monotopic Trachidermus.
- tren anterior (sau posterior) - partea de dinainte (sau de dinapoi) a corpului unui animal.

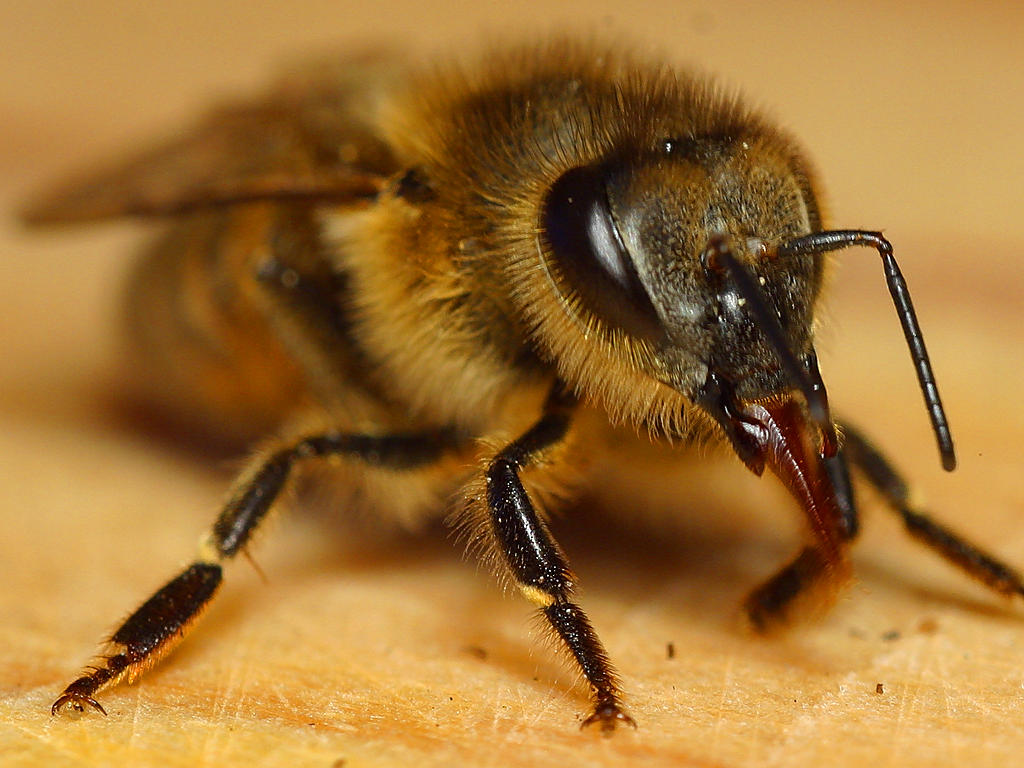
Trompa albinei

- trompă:

- excrescență cărnoasă în formă de tub, care prelungește nasul la elefant, la tapir etc. și care servește la pipăit și la apucat;
- prelungire a capului sau a gurii la unele animale nevertebrate (care servește la supt);
- canal prin care se elimină ovulele formate în ovar.
- Tucuxis - delfin care trăiește în bazinele fluviilor Amazon și Orinoco (Sotalia fluviatilis).
- tunică - membrană care acoperă corpul unor animale marine.

## Ț
- țânțar - denumire dată insectelor din ordinul dipterelor, cu antene lungi și cu aparat bucal conformnat pentru înțepat și supt; la cele mai multe specii, larva trăiește în apă, iar adulții sunt hematofagi (exemple: țânțarul anofel, flebotomul, culicidele).
- țigărar - gen de insectă din ordinul coleopterelor, a cărui femelă depune ouăle în frunze pe care le răsucește în formă de țigară; este dăunător pentru vița de vie, păr, tei, plop etc.
- țipar - pește de apă dulce stătătoare, cu corpul lung și subțire, aproape cilindric, acoperit cu solzi mărunți și cu un strat de mucus, cu mustăți la gură, folosit mai mult ca nadă (Misgurnus fossilis); altă denumire: chișcar, vezi și anghilă.

## U
- urechelniță:

- (Forficula auricularia) insectă din ordinul dermapterelor, lungă de 9-15 mm, de culoare castanie, cu elitrele scurte și cu un clește mare, inofensiv;
- (Lithobius forficatus) miriapod cu corpul lung de 18-35 mm, colorat în brun-roșcat până la castaniu întunecat și cu 15 perechi de picioare, prima pereche fiind transformată în clești cu care prinde prada, pe care o paralizează cu ajutorul unui venin.
- urocordate - animale cu corpul în formă de sac sau de butoi, acoperit cu o teacă numită tunică, formată dintr-o substanță de natură celulozică; exemple: ascidiile, salpele (sinonim: tunicieri).
- urs - (Ursus arctos) specie de mamifer omnivor cu corpul masiv, acoperit cu blană de culoare brună-închis; se hrănește mai ales cu miere de albine sălbatice, cu fragi și zmeură, dar uneori atacă și vitele.
  - urs brun sirian -  (Ursus arctos syriacus) subspecie relativ mică a ursului brun, nativă în Orientul Mijlociu.
  - urs negru himalaian - subspecie a ursului negru asiatic care trăiește în Munții Himalaya din India, Tibet, Nepal, China și Pakistan  (Ursus thibetanus laniger).
  - ursul alb - (Ursus maritimus) specie de urs cu blana albă, care trăiește în regiunile arctice.
  - ursul spălător - (Procyon lotor) specie de mamifer carnivor care trăiește în America de Nord; blana sa este prețioasă.

## V
- vaca-domnului - (Pyrrhocoris apterus) insectă in ordinul hemipterelor, cu aripile superioare de culoare roșie cu două puncte negre; se hrănește cu sucuri de animale moarte și cu fructe căzute.
- vampir - nume dat mai multor specii de lilieci care se hrănesc cu sângele animalelor homeoterme și care trăiesc în America de Sud și în America Centrală.
- vasilisc - vezi bazilisc.
- vas pulsant - organ care pompeaza sângele în corpul albinei.
- velum - formație sau structură membranoasă asemănătoare unui văl, prezentă la meduze, unele larve etc., în apropierea cavității bucale.
- ventuză - organ în formă de disc cu ajutorul căruia animalele (de exemplu unele lipitori, trematode, cestode) se pot fixa pe suporturi sau pe pradă.
- vertebrate - încrengătură de animale cordate cu simetrie bilaterală, corpul diferențiat în cap, trunchi, coadă, au un schelet intern care conține coloana vertebrală, iar sistemul nervos central este format din creier și din măduva spinării; vertebratele sunt animalele cu alcătuirea cea mai complexă.
- veveriță - (Sciurus vulgaris) specie de mamifer rozător arboricol, cu corpul zvelt și cu coada lungă și stufoasă; trăiește mai ales în pădurile de conifere.
- vezică - sac membranos din corpul animalelor, în care se strâng unele secreții ale organismului; termen popular: bășică.
- vezică înotătoare - organ caracteristic peștilor osoși, care îndeplinește funcția hidrostatică și de echilibru, determinând ridicarea și coborârea peștelui în apă.
- viermele mărului - vezi carpocapsă.
- viermele orb - vezi năpârcă.
- viespe - nume dat mai multor insecte himenoptere, asemănătoare cu albina, prevăzute de obicei în partea posterioară a abdomenului cu un ac și cu o pungă cu venin.

- viespe de lemn - vezi Siricide.

- viezure - mamifer omnivor cu corpul greoi, acoperit cu peri lungi și aspri de culoare cenușie, cu două dungi negre, cu picioarele scurte, cu capul lunguieț, având un fel de rât asemănător cu al porcului (Meles meles); sinonim: bursuc.
- vizuină - vezi bârlog.
- vorticela - gen de infuzori ciliați care trăiesc în ape dulci sau sărate.
- Vulpes ferrilata - specie de mamifere din familia Canidae, care trăiesc în China, India și Nepal.
- vultur bărbos - vezi zăgan.

## X
- xilofag - (despre unele animale) care se hrănește cu lemn (exemple: carii, larva fluturelui Cossus, larvele de cerambicide); xilofagii sunt dăunători ai arborilor și provoacă deprecierea lemnului.

## Z
- zăgan - (sau vultur bărbos) pasăre răpitoare (Gypaetus barbatus) de talie mare, cu gâtul galben, cu pieptul roșcat, cu un mănunchi de pene lungi, țepoase sub cioc.
- zărgan - specie de pește marin cu corpul alungit și cilindric, acoperit cu solzi mici, cu fălcile prelungite și cu oasele colorate în verde (Belone belone euxini).
- zebră - nume generic dat speciilor de cai sălbatici africani cu blana vărgată de benzi alternative; cea mai cunoscută este Equus grevyi.
- zébu - (Bos indicus) rasă de bou domestic care are pe spate o cocoașă de grăsime și care trăiește în Asia, Africa, America de Sud.
- zibelină - vezi samur.
- zimbru - (Bison bonasus) specie de bovideu sălbatic cu corpul masiv, coarne rotunde, coamă pe ceafă, barbă pe gât; cândva era larg răspândit în pădurile Europei și ale Caucazului.
- zoogeografie - vezi geografia animalelor.
- zoologie - ramură a biologiei al cărui obiect îl constituie studiul animalelor.
- zoonoză - boală sau infecție transmisă pe cale naturală între animale vertebrate și om.